# Chevrolet Cruze
La Chevrolet Cruze est une automobile de tourisme du segment C (compacte) du constructeur automobile américain Chevrolet, présentée au Mondial de l'automobile de Paris en 2008. Elle est mise en vente en Corée du Sud sous le label Daewoo Lacetti Premiere et sur les autres marchés à partir du deuxième trimestre 2009 sous les marques Chevrolet et Holden. Elle vient remplacer la Chevrolet Cobalt tout comme la Chevrolet Optra, déjà présente sur le marché américain et coréen depuis plusieurs années.

## Première utilisation du nom

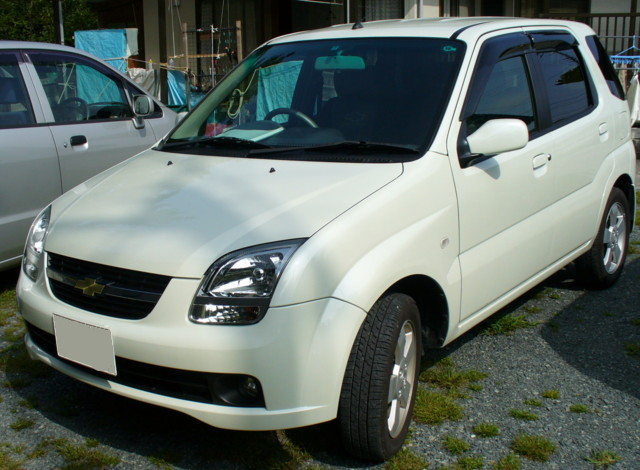
Chevrolet Cruze 2001-2008.

En réalité, le nom Cruze a déjà été utilisé au Japon sur la version Chevrolet du Suzuki Ignis produite de 2001 à 2008. Annoncé comme la voiture de série dérivant du concept Chevrolet YGM1 du Salon de l'automobile de Tokyo en 1999, la Cruze fut dérivée de la version japonaise Suzuki Swift (Suzuki Ignis dans le reste du monde). Bien qu'elle ait été vendue sous la marque Chevrolet, c'est Holden, la branche australienne de GM qui a exécuté la plupart des travaux d'ingénierie sur la Cruze. Parallèlement au style, Holden exécuté la plupart des travaux d'ingénierie et était responsable de la conception de la plaque signalétique "Cruze". La Cruze était proposée avec un moteur 1,3 ou 1,5 litre couplé à une boite manuelle cinq vitesses ou automatique à 4 rapports et disponible en transmission intégrale.
Suzuki a commencé la production en octobre 2001 au Japon, où les ventes japonaises ont commencé le mois suivant. Entre 2002 et 2006 ce modèle était également disponible en tant sous le nom Holden Cruze.
La Cruze de production avait une traction avant standard, avec une traction intégrale en option, À la différence de Suzuki et de sa Swift/Ignis, Chevrolet a poursuivi une stratégie de vente en plaçant la Cruze comme un petit SUV haut de gamme. Cela contraste avec l'approche de Suzuki avec l'Ignis commercialisé comme un modèle de voiture conventionnel. À partir de 2003, Suzuki Europe a commencé à fabriquer la Cruze sous le nom de Suzuki Ignis - étant un lifting de l'Ignis d'origine, mais uniquement pour les marchés européens.

## Première génération (J300; 2008-2016)

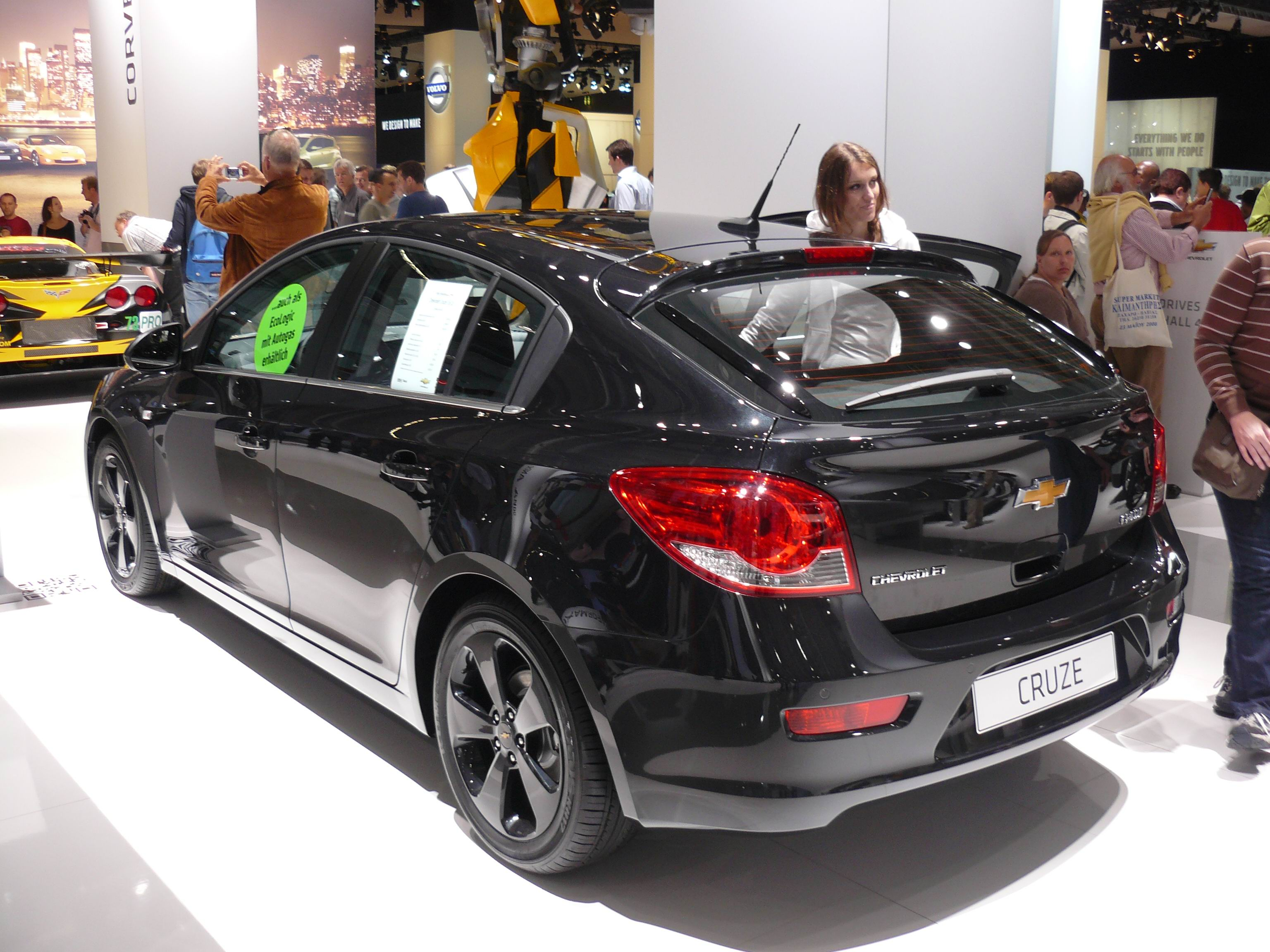
La version 5 portes au salon de Francfort 2011

Elle fut le premier modèle entièrement développé par Chevrolet en Europe de l'Ouest depuis son entrée en 2005 n'ayant pas précédemment été commercialisé sous la marque Daewoo.
En 2008, GM a présenté la voiture compacte Cruze, portant la désignation interne "J300". Cette itération, J300, remplace les Chevrolet Cobalt, Daewoo Lacetti et Holden Astra, toutes des voitures indépendantes. GM a abandonné progressivement la production de la Cobalt et de son homologue de badge, la Pontiac G5, en 2010, juste avant le début de la fabrication de la Chevrolet Cruze. Les premiers rendus de la Cruze ont été révélés par GM lors d'une conférence de presse le 15 juillet 2008 et les premières images officielles ont été publiées le 21 août 2008.
Les sites de production de la Cruze comprennent Gunsan, Jeonbuk, Corée du Sud; Saint-Pétersbourg, Russie; Shenyang, Chine; et Halol, Inde; Hanoi, Vietnam depuis avril 2010 en Complete Knock-Down (CKD),, Ust-Kamenogorsk, Kazakhstan à partir de mai 2010; Rayong, Thaïlande après décembre 2010, et São Caetano do Sul, Brésil à partir de 2011. La version local de la Cruze à hayon construite par Holden à l'usine Elizabeth, en Australie-Méridionale, a rejoint fin 2011 la Cruze berline fabriquée depuis mars 2011. Aux États-Unis, GM a modernisé l'usine existante de Lordstown (Ohio) pour fabriquer la Cruze, investissant plus de 350 millions de dollars US. Lors de la cérémonie de démarrage de la production de la Cruze dans l'Ohio, Mark Reuss, le président des opérations nord-américaines de GM a déclaré: "C'est tout pour nous". Elle est décrite comme l'introduction la plus importante de véhicules neufs de GM en Amérique du Nord depuis la réorganisation du chapitre 11 en 2009, et est la dernière tentative de GM de construire une voiture de petite taille que les consommateurs nord-américains "achèteraient parce qu'ils l'aiment - pas simplement parce qu'elle est bon marché".
La Chevrolet Cruze a le privilège d'inaugurer la plateforme Delta 2 qui a servi de base à la nouvelle génération d'Opel Astra et Zafira puis aux nouveaux modèles Chevrolet Orlando et Chevrolet Volt. GM Daewoo en Corée du Sud a joué un rôle de premier plan dans la conception et l'ingénierie de la Cruze, aux côtés de la division Opel de GM basée en Allemagne,,. Ce programme de développement s'est étalé sur 27 mois pour un coût de 4 milliards de dollars américains. Au total, 221 prototypes ont été testés en Australie, au Canada, en Chine, en Corée du Sud, en Suède, au Royaume-Uni et aux États-Unis.
Selon GM, la structure de la carrosserie de la Cruze est composée à 65% d'acier à haute résistance. Les jambes de force MacPherson sont utilisées dans la suspension avant avec un axe de poutre de torsion solide pour l'arrière, évitant un coût et une complexité nécessaires pour une suspension arrière indépendante multibras moderne utilisée par certains rivaux plus chers,.
Selon le chef du développement des produits mondiaux de GM, Mark Reuss, la version nord-américaine de la Cruze est modifiée par rapport à la plate-forme mondiale car elle nécessite des renforts dans le compartiment moteur car elle offre un moteur plus gros que sur d'autres marchés et utilise une suspension à poutre de torsion.
La direction à crémaillère à assistance hydraulique (électrique pour le marché nord-américain) offre un rayon de braquage de 10,9 mètres (36 pieds). Des freins à disque ventilés à l'avant et solides à l'arrière sont utilisés, tous deux utilisant des étriers à piston en acier. Pour contrer le bruit, les vibrations et la dureté, les ingénieurs ont conçu la Cruze avec un support moteur quatre points isolé et mis en œuvre un matériau d'insonorisation dans des domaines tels que le panneau avant du tableau de bord, le compartiment à bagages, les éléments internes du couvercle de coffre, les portes, le tapis et la garniture de pavillon. Un système de suppression supplémentaire du bruit grâce à l'utilisation d'un système d'étanchéité à trois couches dans les portes a également été employée.
Lancée uniquement en version quatre portes, elle a dû attendre le Salon de Paris 2010 pour connaître une déclinaison en cinq portes, plus conforme aux goûts de l'Europe occidentale. Les ventes de Cruze à hayon ont commencé en Europe mi-2011,. Holden en Australie était responsable de la conception et du développement de la variante de carrosserie à hayon.
GM a dévoilé le Chevrolet Cruze break en février 2012 au Salon de Genève. L'espace de chargement varie d'environ 500 litres jusqu'à la fenêtre à l'arrière, à près de 1 500 litres jusqu'au toit avec les sièges arrière rabattus.

### Sécurité
L'Australasian New Car Assessment Program (ANCAP) a annoncé en mai 2009 qu'il avait attribué à la Cruze cinq étoiles complètes dans son test indépendant de sécurité en cas de collision, avec 35,04 sur 37 points possibles. En juillet suivant, la China New Car Assessment Program (C-NCAP) a attribué à la Cruze un maximum de cinq étoiles dans son test indépendant de sécurité en cas de collision. La Cruze SE 1,6 litre testé a marqué un maximum de 16 points en collision latérale, 14,44 en collision frontale et 15,73 en collision frontale décalée de 40%. L'Euro NCAP a publié sa note en novembre, la Chevrolet Cruze recevant à nouveau le classement de cinq étoiles complètes. Alors que la Cruze a obtenu 96% pour la protection des adultes et 84% pour la protection des enfants, les chiffres de l'Euro NCAP pour la protection des piétons sont nettement inférieurs avec 34%. En décembre 2009, la Cruze de spécification sud-coréenne - la Daewoo Lacetti Premiere - a reçu la meilleure note de cinq étoiles du Korean New Car Assessment Program (KNCAP). Selon la KNCAP, la Lacetti Premiere a reçu la note de cinq étoiles dans les tests frontal, frontal décalé, latéral et coup du lapin.
Aux États-Unis, la Cruze a reçu les notes les plus élevées possibles «Good» dans les tests de protection contre les chocs avant, latéraux, arrière et en cas de renversement par l'Insurance Institute for Highway Safety (IIHS), qui a reconnu la Cruze comme l'un des meilleurs choix de sécurité en 2011. De plus, la National Highway Traffic Safety Administration (NHTSA) a décerné à la Cruze la note la plus élevée de cinq étoiles en matière de sécurité. Le score est décomposé en résultats maximum de cinq étoiles pour impact frontal (conducteur et passager), impact latéral (conducteur et passager) et pour le test du poteau latéral (conducteur). La NHTSA a certifié la note pour les tonneaux de la Cruze à quatre étoiles sur cinq.

### Rappels
GM a annoncé en avril 2011 que 2 100 modèles de Cruze du marché nord-américain seraient rappelés à la suite d'un rapport de rupture du volant de la colonne de direction pendant que la voiture est en mouvement. Selon Consumer Reports, au cours de sa première année, la Cruze a obtenu la plus faible fiabilité parmi les berlines compactes.
General Motors a ordonné un rappel le 22 juin 2012 pour 413 418 modèles de Cruze, fabriqués à l'usine de Lordstown, Ohio aux États-Unis, en raison d'un risque d'incendie dans le compartiment moteur. Le rappel visait les berlines Cruze de l'année modèle 2011 et 2012 de septembre 2010 à mai 2012 et les véhicules concernés vendus aux États-Unis, au Canada et en Israël. Le problème peut survenir lorsque des liquides se coincent près du moteur et prennent feu. En Australie, 9 547 Cruze de construction australienne ont également été rappelées, mais aucun cas d'incendie de moteur n'a été signalé en Australie.
General Motors (GM) a ordonné un rappel le 16 août 2013 pour 292 879 modèles de Cruze de l'année modèle 2011 et 2012, fabriqués à Lordstown, Ohio, États-Unis. General Motors a déclaré à la National Highway Traffic Safety Administration que le rappel était dû à une perte intermittente et potentielle de l'assistance au freinage dans les modèles Cruze comprenant la combinaison du moteur turbo essence à double arbre à cames en tête de 1,4 litre et de la transmission automatique 6T40 FWD. GM a déclaré qu'il était au courant de 27 prétendus accidents à basse vitesse en raison de problèmes de freinage pouvant inclure ce problème particulier, mais il n'a signalé aucune blessure. Pour résoudre le problème, GM a déclaré que les concessionnaires remplaceraient un micro-interrupteur dans l'assemblage de la conduite de dépression du frein électrique.
Depuis le 28 mars 2014, GM a interrompu la vente des compacts Chevrolet Cruze de 2013 et 2014 avec les moteurs de 1,4 litre - des modèles qui représentent environ 60% des ventes de Cruze - mais GM n'a pas expliqué à l'origine pourquoi il avait émis l'ordre. GM a annoncé plus tard que les voitures étaient rappelées en raison d'un arbre d'essieu droit défectueux.

### Mise à jour de 2012
La Cruze a subi un léger lifting pour 2013, dévoilée par GM au salon de l'automobile de Busan 2012, en Corée du Sud. La Cruze a reçu un carénage avant mis à jour, avec les bouches d'aération autour des feux antibrouillard entièrement repensées, et la calandre et les phares reçoivent également des mises à jour mineures. De nouvelles roues en alliage ont également été conçues pour la Cruze. Le système de divertissement MyLink de GM en option est désormais également proposé. Ce modèle a d'abord été vendu en Corée, puis en Malaisie. Elle sera ensuite vendue sur d'autres marchés,.

### Mise à jour de 2014
Le 12 avril 2014, Chevrolet a annoncé qu'elle dévoilerait une Chevrolet Cruze rafraîchie au Salon de l'auto de New York 2014 en tant que modèle de 2015, avec une calandre mise à jour et une forme plus angulaire comme la Malibu. Pour la version asiatique, l'arrière a été entièrement redessiné avec de nouvelles lampes, couvercle de coffre et pare-chocs arrière. La version chinoise du restylage partage le même design arrière, mais a une extrémité avant exclusive redessinée comprenant également de nouveaux feux avant.

### Groupe motopropulseur
Les moteurs essence sont, pour le moment, atmosphériques : un 1.6 litre de 113 ch et un 1.8 litre de 141 ch. En diesel, les moteurs sont des quatre cylindres en ligne 2.0 VCDI de 125 et 150 ch, avec turbocompresseur à géométrie variable et injection directe Common Rail. Les trois moteurs sont couplés à une boîte manuelle à cinq vitesses ou à une transmission automatique à six vitesses en option avec l'Active Select,. Lors du lancement de la Cruze aux États-Unis en 2010, un nouveau moteur Family 0 à essence turbocompressé de 1,4 litre a été introduit,. Les modèles nord-américains équipés du moteur à essence de 1,8 litre ont également été mis à niveau vers une boîte manuelle à six vitesses standard.
Deux nouveaux diesels sont proposés : un 2 litres 163 ch et un 1,7 litre 131 ch.
Depuis fin de , les modèles du marché chinois sont disponibles avec un moteur turbocompressé de 1,6 litre avec une transmission manuelle à six vitesses.

### Commercialisation
Afrique
La Chevrolet Cruze a été lancée sur le marché égyptien à la mi-2009. Les ventes sud-africaines de la Cruze ont commencé en septembre 2009.
Asie
Les versions sud-coréennes de la Cruze y sont entrées en production en 2008 sous le nom de "Daewoo Lacetti Premiere". La Lacetti a fait ses débuts le 30 octobre 2008, avec le moteur atmosphérique de 1,6 litre. Le 30 janvier 2009, GM Daewoo a présenté une variante avec moteur turbo-diesel. Conformément au changement de nom en février 2011 de "GM Daewoo" en "GM Korea", la première Lacetti a adopté le nom international "Chevrolet Cruze" à partir du 2 mars 2011,. Pour les propriétaires du modèle précédent, Lacetti, GM Korea a décidé de remplacer l'ancien emblème par celui de Chevrolet gratuitement.
La Chevrolet Cruze a été lancée sur le marché chinois le 18 avril 2009 en tant que berline fabriquée à l'usine Halol de GM India. Les choix de transmission étaient une manuelle à cinq vitesses ou une automatique à six vitesses avec des moteurs de 1,6 ou 1,8 litre. La gamme berline se composait des SL 1.6, SE 1.6, SE 1.8 (automatique uniquement) et SX 1.8 (automatique uniquement). Les modèles à hayon ont été introduits en 2013 disponibles avec les moteurs de 1,6 litre ou 1,6 litre turbo.
La Chevrolet Cruze est sortie en Inde le 12 octobre 2009. Elle n'était proposée qu'en deux versions: LT et LTZ sous forme diesel uniquement (VCDi).
En 2009, il a été signalé que la Cruze allait devenir disponible en Malaisie avec les moteurs 1,6 et 1,8 litre. Le groupe automobile Naza en Malaisie a annoncé qu'il prévoyait de lancer la Cruze sur le marché malaisien pour la première fois au deuxième trimestre 2010 et il prévoit de vendre 1 200 à 1 500 unités en 2010.
En Thaïlande, la voiture a été lancée en décembre 2010, construite dans les installations de GM à Rayong. Les niveaux de finitions comprenaient: Base (1,6 litre), LS (1,6 et 1,8 litre), LT et LTZ (1,8 litre), les transmissions automatique 6 vitesses sont de série dans tous les modèles sauf la Base 1.6 qui utilisé une transmission manuel 5 vitesses, avec un VCDi de 2,0 litres en option disponible sur la variante LTZ avec transmission automatique à 6 vitesses.
Australie
La division australienne de GM, Holden, a annoncé au Salon international de l'automobile de Melbourne le 27 février 2009 que les ventes de la Cruze produite en Corée du Sud commenceraient sous la marque Holden. Remplaçant l'Holden Viva, la Cruze a atteint les concessionnaires le 1er juin. La Cruze est également devenue le remplacement de l'Holden Astra, retirée de la gamme Holden en août suivant,.
Compte tenu de la désignation du modèle JG, l'Holden Cruze a été lancé avec le moteur à essence de 1,8 litre et le turbodiesel de 2,0 litres en option. Les deux moteurs sont associés à la transmission manuelle à cinq vitesses ou à la boîte automatique à six vitesses en option. L'Electronic Stability Control (ESC), les prétensionneurs de ceinture de sécurité et six airbags étaient de série sur toute la gamme. Côté finitions, la "CD" ouvrait la gamme, complété par la "CDX" plus haut de gamme. La liste d'équipement de la «CD» comprenait des roues en acier de 16 pouces, la climatisation, le régulateur de vitesse, un ordinateur de bord, des vitres électriques et des phares automatiques. Les versions «CDX» ajoutent des jantes en alliage de 17 pouces, des phares antibrouillard avant, un volant et des garnitures gainé de cuir, des sièges avant chauffants et des capteurs de stationnement arrière. Initialement uniquement un modèle à essence, la disponibilité du diesel a été étendue à la version "CDX" début 2010,.
Le 18 mars 2010, Holden a émis un rappel pour 9 098 Cruze de 2010 à moteur essence en Australie et 485 autres en Nouvelle-Zélande pour un tuyau de carburant défectueux. Selon Holden, certains tuyaux des voitures 1,8 litre avaient développé une fuite, bien qu'aucun accident ou blessure n'ait été signalé avant le rappel. Le rappel faisait suite à un avis d'arrêt de livraison émis par Holden à ses concessionnaires le 3 mars pendant que le constructeur automobile menait une enquête sur l'affaire.
Holden a annoncé le 22 décembre 2008 que sa chaîne de production d'Elizabeth, en Australie-Méridionale serait divisée pour commencer la production locale de la Cruze berline et de la berline à hayon développée en Australie. La production devait initialement commencer en septembre 2010. Cependant, il a été confirmé en janvier 2010 que la production commencerait en fait en mars 2011. L'annonce de l'assemblage tardif de la voiture est venue en réponse au ralentissement des ventes de la gamme Holden Commodore, plus grande et produite localement. Le gouvernement australien a engagé 149 millions de dollars australiens pour le programme, sur son fonds d'innovation de 6,2 milliards de dollars, pour les voitures vertes et 30 millions de dollars supplémentaires ont été accordés par le gouvernement de l'État d'Australie du Sud. GM Holden égalait les deux montants, mais le président et directeur général de l'époque, Mark Reuss, ne révélerait pas l'investissement total d'Holden. Reuss a annoncé que son entreprise envisageait l'utilisation des technologies gaz propulseur liquide (GPL), gaz naturel comprimé (GNC), éthanol (E85) et de groupe motopropulseur hybride essence / électrique,. Ces technologies, si elles se matérialisaient, compléteraient les offres de groupes motopropulseurs essence et diesel à quatre cylindres déjà confirmées par Holden au moment de l'annonce.
Lors d'un événement médiatique le 28 février 2011, Holden a dévoilé la Cruze berline assemblée en Australie sous l'apparence de la "Série II", autrement connue sous le nom de série JH. La Première ministre, Julia Gillard, a assisté au lancement en février pour conduire le premier exemplaire sortie de la chaîne de production Holden avant le début de la production à grande échelle en mars. Holden a confirmé un niveau de contenu local initial compris entre 40 et 50% si elle est évaluée par la valeur au détail, dans le but d'augmenter la localisation de la Cruze au fil du temps,. Les révisions de style de la Series II sont la calandre, la prise d'air inférieure et le pare-chocs qui ont adouci l'avant pour ressembler davantage à la plus grande Commodore II VE d'Holden. Des différenciations supplémentaires par rapport à l'original a été obtenue grâce à l'installation de voyants avant orange, de phares à faisceau ornée de bijoux, de garnitures de roue remodelées et grâce à des ajustements à la partie inférieure du pare-chocs arrière,. Le moteur à essence quatre cylindres en ligne de 1,8 litre est resté pratiquement inchangé, seulement modifié pour apporter de légères améliorations en termes de conduite. Lorsqu'une transmission automatique est spécifiée, le 1,8 litre est désormais associé à l'unité 6T30 à six vitesses de GM, plus légère et plus compacte que la précédente unité 6T40. Le diesel reste en option pour les finitions "CD" et "CDX" par rapport à l'essence de 1,8 litre en standard. Les modifications apportées au turbodiesel de 2,0 litres ont entraîné une augmentation de 10 kilowatts (13 ch) et de 40 newton mètres et une légère réduction de la consommation de carburant pour la variante manuelle, désormais une unité à six vitesses. Cependant, le moteur turbocompressé de 1,4 litre a changé de nom, surnommé iTi par Holden intelligent Turbo induction. L'inclusion du 1.4 apporte également une mise à niveau à la direction assistée électrique (par opposition à l'hydraulique) et fixe une liaison Watt à la suspension arrière du faisceau de torsion. Associé aux boîtes de vitesses manuelles ou automatiques à six rapports, le 1.4 est monté de série sur les nouvelles versions sportives "SRi" et "SRi-V", mais est disponible moyennant un supplément de prix sur la finition de base "CD". Les nouveaux modèles "SRi" et "SRi-V" ont leurs badges respectifs en relief sur l'insert de calandre, sont équipés de leur propre design de pare-chocs avant et comportent des jupes latérales, des poignées de porte extérieures chromées, un becquet arrière et cinq branches sur des jantes en alliage de 17 pouces,. Au-dessus de la "CD", la "SRi" gagne un volant et un levier de vitesses gainés de cuir, la "SRi-V" étendant ce rembourrage aux sièges. Une fonction chauffage pour les sièges avant, un système d'entrée sans clé avec démarrage à bouton-poussoir, des capteurs pour marche arrière et une unité multimédia LCD de sept pouces font également partie de la liste d'équipements de la "SRi-V". Ce système multimédia intègre une navigation par satellite, des lecteurs CD et DVD et un disque dur interne de 10 Go. À la mi-novembre 2011, Holden a publié la mise à jour MY12 pour la Cruze Serie II. Cette mise à jour coïncidait avec la sortie de la variante de carrosserie à hayon et a vu la connectivité téléphonique Bluetooth en standard dans toute la gamme.
En avril 2013, la Cruze Serie II a reçu une mise à jour et des baisses de prix. La mise à jour comprenait des capteurs de stationnement arrière, un écran tactile de 7 pouces, des réglages de suspension et des boîtes de vitesses automatiques améliorées sur toute la gamme ainsi que de nombreux autres nouveaux extras tels qu'un plus gros moteur turbocompressé de 1,6 litre de série sur les SRi et SRi-V, remplaçant le turbo de 1,4 litre.
Holden a mis fin à la fabrication de la Cruze dans son usine d'Elizabeth le 7 octobre 2016, remplacée par la berline Astra et la berline Cruze nouvelle génération, toutes deux importées.
Europe
Les variantes européennes de la Cruze sont proposées avec des moteurs essence 1,6 et 1,8 litre, et des moteurs diesel 2,0 litres et (à partir de 2012) 1,7 litre. À la mi-2011, avec l'arrivée de la version cinq portes à hayon, le moteur à essence de 1,6 litre a été amélioré de 113 ch à 122 ch. Les exportations depuis l'usine sud-coréenne ont commencé le 24 février 2009,.
Amérique du Nord
Le Mexique est devenu le premier pays d'Amérique du Nord à recevoir la voiture, en vente pour l'année modèle 2010 fin 2009. Importée de Corée du Sud, la Chevrolet Cruze remplace au Mexique à la fois la Chevrolet Astra (vendue pour la dernière fois en 2008) et Optra en tant qu'offre compacte,.
La version américaine et canadienne de la Chevrolet Cruze est entrée en production limitée à Lordstown, Ohio, en juillet 2010 en tant que modèle de 2011, en remplacement de la Chevrolet Cobalt. La production complète a commencé le 8 septembre 2010. Pour ces marchés, la Cruze utilise une suspension arrière Watts Z-link plus évoluée de l'Opel Astra (J). Offert dans les gammes de fintions LS, LT, LTZ et Eco, les moteurs proposés de 1,8 litre et 1,4 litre turbocompressés sont couplés à une transmission manuelle ou automatique à six vitesses. Avec un prix de départ légèrement plus élevé que la plupart des concurrentes compactes, le modèle de base de la Cruze, la LS, est équipé du moteur à essence de 1,8 litre et est livré avec la climatisation et des serrures électriques, les modèles LT et LTZ de niveau supérieur sont équipés du moteur 1,4 litre à essence turbocompressé,. Pour le modèle Eco, des améliorations aérodynamiques ont été apportées, comme un volet d'air à commande électronique qui ajuste le débit d'air vers le moteur en fonction de la température, de la vitesse du vent et du poids de remorquage. Pour économiser du poids, Chevrolet a remplacé le pneu de secours et le cric peu encombrants sur le modèle Eco par un kit de gonflage des pneus, réduisant le poids de 12 kilogrammes (26 lb).
Les équipements de sécurité standard comprennent un contrôle électronique de la stabilité et dix airbags, y compris des airbags latéraux pour les sièges arrière et des airbags de genoux avant qui n'étaient pas montés sur les modèles fabriqués dans l'usine d'origine de Corée du Sud. La jumelle de badge de la Cobalt, la Pontiac G5, n'a pas été remplacée par un équivalent basé sur la Cruze, en raison de la suppression de la marque Pontiac en 2010. La Cruze est construite sur les lignes de production qui ont été utilisées pour construire la Cobalt et la Pontiac G5 à Lordstown, Ohio. La production de la Cobalt a pris fin en juin 2010 et la Cruze a commencé la production en juillet 2010. GM a alloué trois équipes pour produire la Cruze et elle est arrivée aux concessionnaires en septembre 2010, donnant à tous les concessionnaires le temps d'épuiser leurs stocks de Cobalt.
Les modifications apportées à la Cruze de construction nord-américaine pour l'année modèle 2012 incluent la disponibilité d'une transmission manuelle à six vitesses pour le moteur de 1,4 litre turbocompressé, ainsi que le fait que les modèles non équipés de sièges avant à réglage électrique n'ont plus l'option d'inclinaison du coussin de siège avant.
À partir de l'année-modèle 2014, Chevrolet a offert à la Cruze une option de moteur diesel propre pour l'Amérique du Nord. Avec un prix de départ de 25 695 $, le moteur diesel Multijet 2.0 litres de la Cruze a obtenu 44 miles par gallon US sur l'autoroute et 27 miles par gallon US en ville, tout en produisant 150 ch (110 kW) et 350 N m, accouplé à une boîte automatique à six rapports. Compatible avec le moteur diesel B20 (mélange de 20 % de biodiesel et 80 % de diesel ordinaire), la Chevrolet Cruze Clean Turbo Diesel de 2014, directement d'usine, sera évaluée.
La Cruze diesel a été la première voiture de tourisme GM aux États-Unis équipée d'un moteur diesel en 28 ans, mais les ventes ont été plus faibles que prévu avec 2 % des modèles américains.
Pour 2016, la première génération de Cruze a continué d'être un modèle exclusif pour les flottes et la location aux États-Unis, facturé sous le nom de Cruze Limited. Le modèle diesel a été abandonné, mais une nouvelle finition avec aspect chromé a été proposée.
Amérique du Sud
La voiture a été lancée et a commencé sa production pour l'Amérique du Sud en 2011.

### Niveaux de finition (Amérique du Nord)
Entre 2011 et 2016, la Chevrolet Cruze de première génération était disponible en plusieurs niveaux de finition :
L : La L, introduite en 2015, était positionnée en dessous de la LS de base antérieure. Offrant un équipement standard identique que celui de la LS décrite ci-dessous, la finition de base, L, n'avait pas les tapis de sol avant et arrière de style moquette standard qui étaient des équipements standard sur la LS, et n'était proposée qu'avec une transmission manuelle à six vitesses.
LS : Entre 2011 et 2014, la LS était le niveau de finition de base de la Cruze, jusqu'à ce que la finition de base L soit ajoutée en 2015. Les caractéristiques standard de la LS comprenaient des roues de quinze pouces en acier peint en noir avec enjoliveurs complets, la climatisation, les vitres et des serrures de porte électriques, un accès sans clé, des surfaces de sièges en tissu de qualité supérieure, deux sièges avant baquets à réglage manuel, une chaîne stéréo AM/FM avec lecteur CD / MP3 à disque unique et prise d'entrée audio auxiliaire avec un système audio à six haut-parleurs, des tapis avant et arrière recouverts de protections en vinyle, un volant inclinable et télescopique gainé de vinyle avec commandes de système audio intégrées, un moteur essence quatre cylindres en ligne EcoTec de 1,8 L, une boîte manuelle à six vitesses et une banquette arrière rabattable en deux parties. Les options comprenaient le Bluetooth pour des appels téléphoniques mains libres (pas de capacités audio en streaming), une transmission automatique à six vitesses et la radio satellite SiriusXM.
1LT : Entre 2011 et 2016, la 1LT était le modèle de Cruze axé sur l'utilité. Elle ajoutait l'équipement suivant en plus de la LS de base : roues en alliage aluminium de seize pouces, radio satellite SiriusXM, régulateur de vitesse et système télématique embarqué OnStar. Les options comprenaient le moteur essence quatre cylindres en ligne EcoTec de 1,4 L, une transmission automatique à six vitesses, un système d'infodivertissement à écran tactile de sept pouces Chevrolet MyLink (modèles de 2013 et + uniquement), Bluetooth pour des appels téléphoniques mains libres (pas de capacités audio en streaming) (équipement standard plus tard dans les modèles de 2013 et +), un système audio Pioneer amplifié de 290 watts de qualité supérieure, un siège conducteur avant baquet à réglage électrique, un toit ouvrant électrique, un volant gainé de cuir et la version RS.
Eco : Le niveau de finition Eco, proposé entre 2011 et 2016 et basé sur la 1LT, était destiné aux consommateurs qui souhaitaient une Cruze avec des cotes d'économie de carburant plus élevées. Elle ajoutait l'équipement suivant en plus de la 1LT : volets de calandre avant actifs, Bluetooth pour des appels téléphoniques mains libres (pas de capacités audio en streaming - pour les modèles de 2011-2013 uniquement), système d'infodivertissement à écran tactile MyLink de Chevrolet (modèles de 2013 et + uniquement), un moteur essence quatre cylindres en ligne EcoTec de 1,4 L à turbocompresseur, siège conducteur avant baquet à réglage électrique, volant gainé de cuir et becquet arrière. Les options supplémentaires étaient identiques à celles de la 1LT, bien que l'Eco propose également des surfaces de sièges garnies de cuir de luxe avec deux sièges baquets avant chauffants dans le cadre d'options.
2LT : Le niveau de finition 2LT, offert entre 2011 et 2016, ajoutait des caractéristiques de luxe et de commodité supplémentaires de la 1LT : un moteur à essence quatre cylindres en ligne EcoTec de 1,4 L, des roues en alliage aluminium de 17 pouces, un système d'infodivertissement à écran tactile Chevrolet MyLink couleur de 7 pouces (modèles de 2013 et + uniquement), surfaces de sièges garnies de cuir de luxe avec deux sièges avant baquets et chauffants, volant gainé de cuir, toit ouvrant électrique et système de sécurité. Les options comprenaient une transmission automatique à six vitesses, un système audio Pioneer amplifié de 290 watts de qualité supérieure, une alerte d'angle mort latérale avec alerte de circulation transversale arrière (modèles de 2014 et + uniquement), la version RS et la navigation GPS.
LTZ : Le niveau de finition LTZ, proposé entre 2011 et 2016, était le niveau de finition haut de gamme de la Cruze. Elle ajoutait des caractéristiques de luxe supplémentaires de la 2LT, telles que : des roues en alliage aluminium de qualité supérieure, un démarrage à distance, une transmission automatique à six vitesses et un système audio Pioneer amplifié de 290 watts de qualité supérieure. Les options comprenaient la navigation GPS et la version RS.
Diesel : La Diesel était une version à moteur diesel du niveau de finition 2LT de la Cruze, disponible pour 2014 et 2015 uniquement. Elle ajoutait des roues uniques en alliage aluminium de dix-sept pouces, une transmission automatique à six vitesses, un démarrage à distance et un moteur diesel quatre cylindres en ligne de 2,0 L turbocompressé du niveau de finition 2LT. Les options étaient identiques à celles du niveau de finition 2LT, bien que la version RS ne soit pas disponible sur la Diesel.

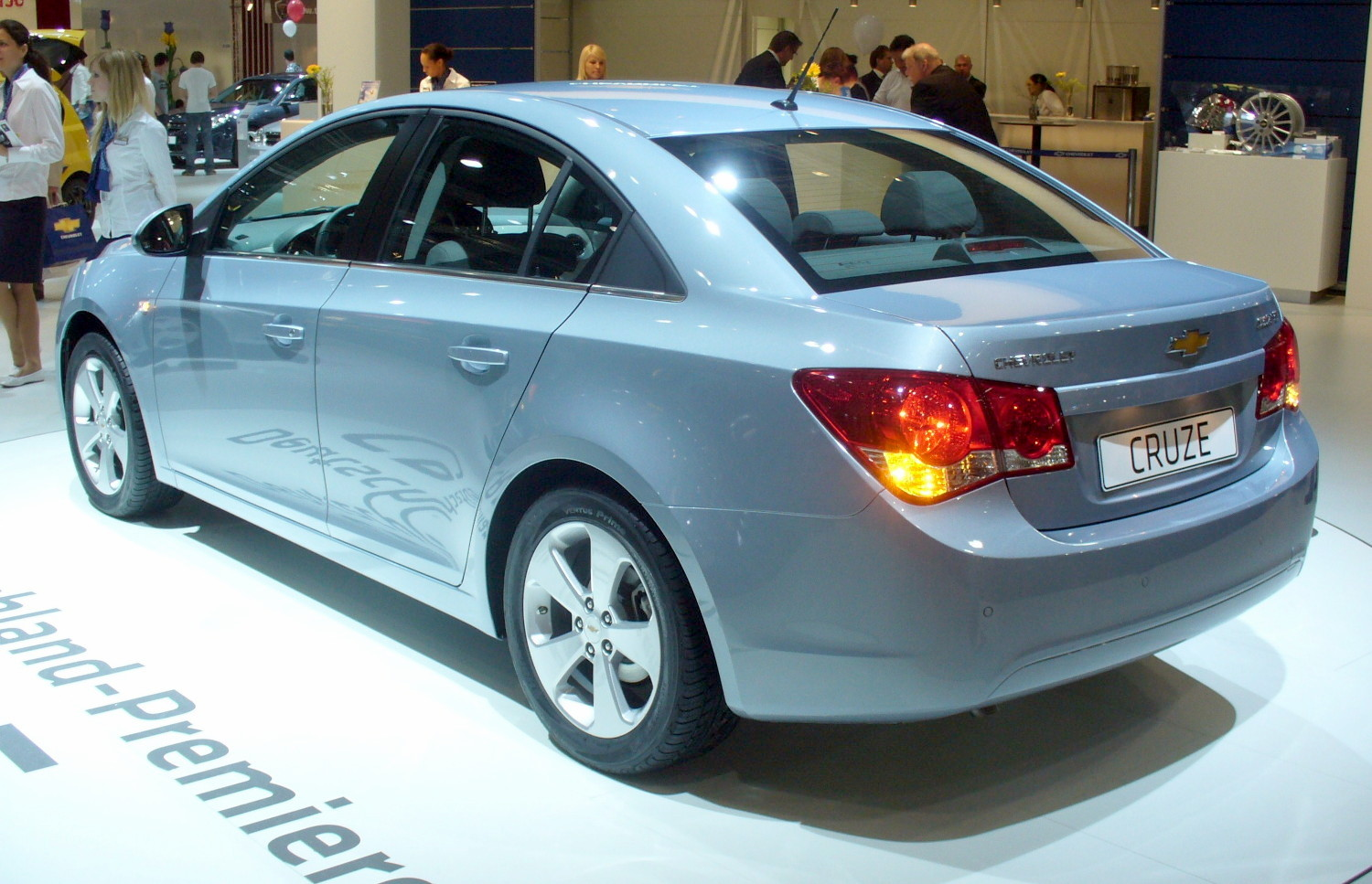
Vue arrière
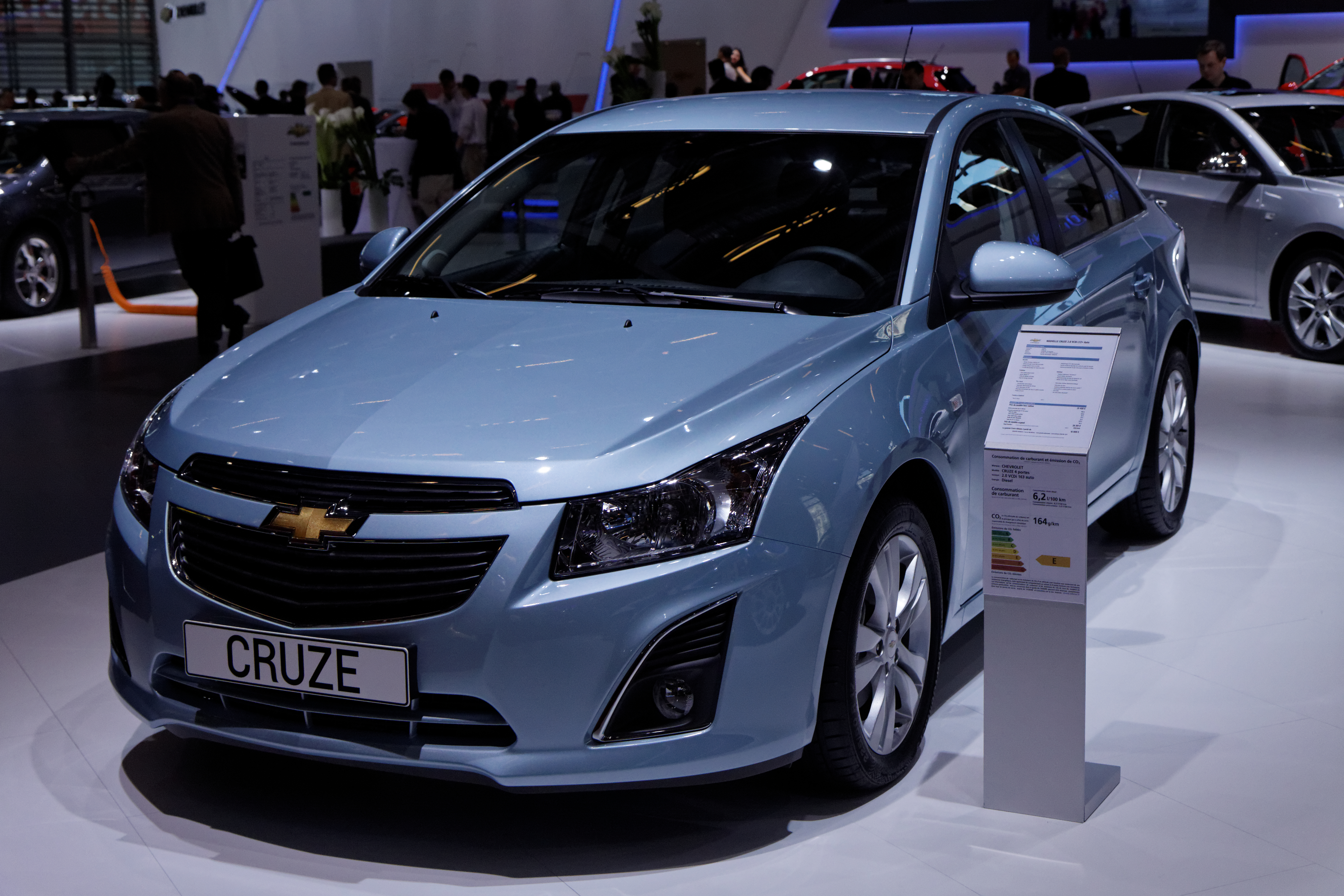
Vue avant version restylée (2013)
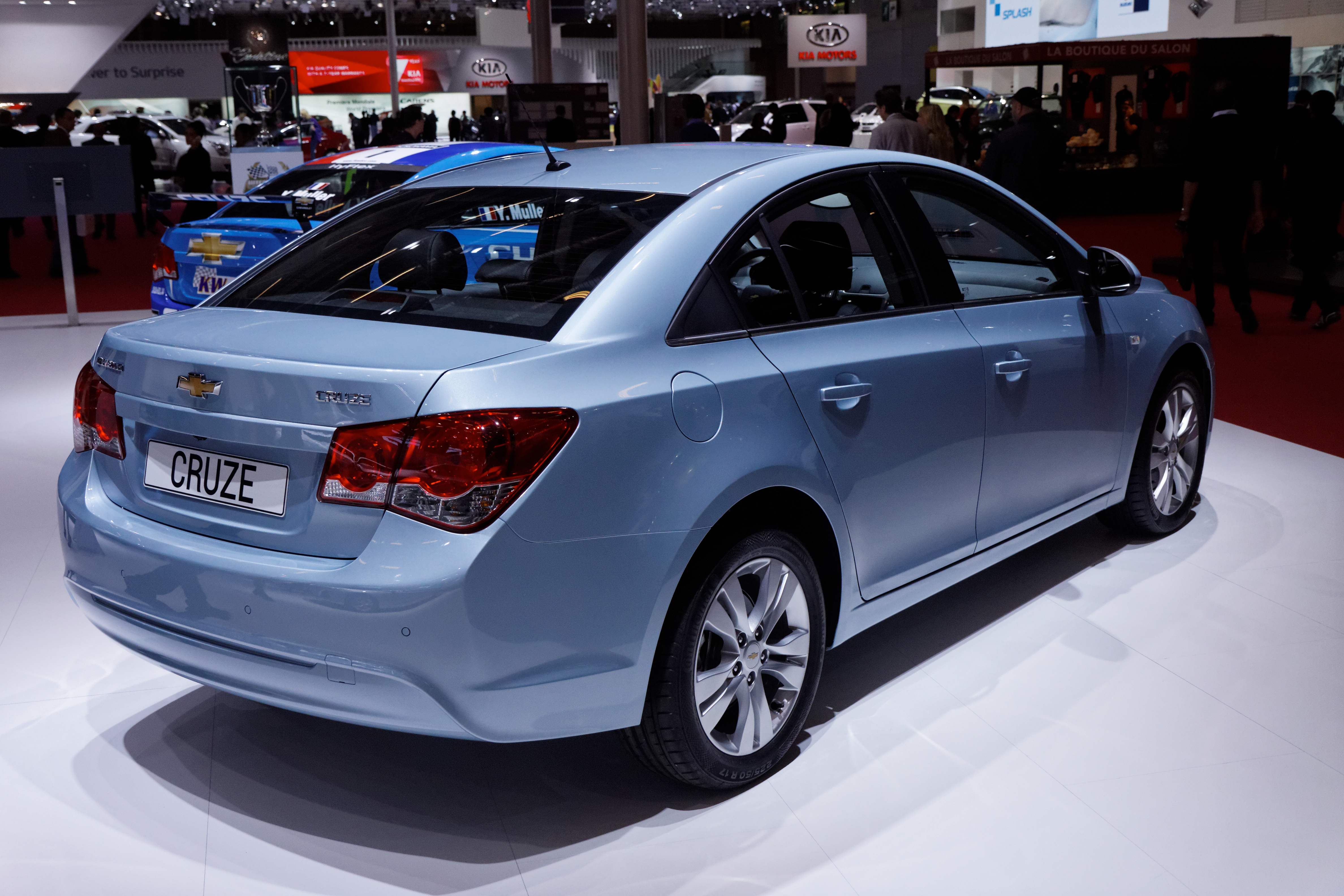
Vue arrière version restylée (2013)
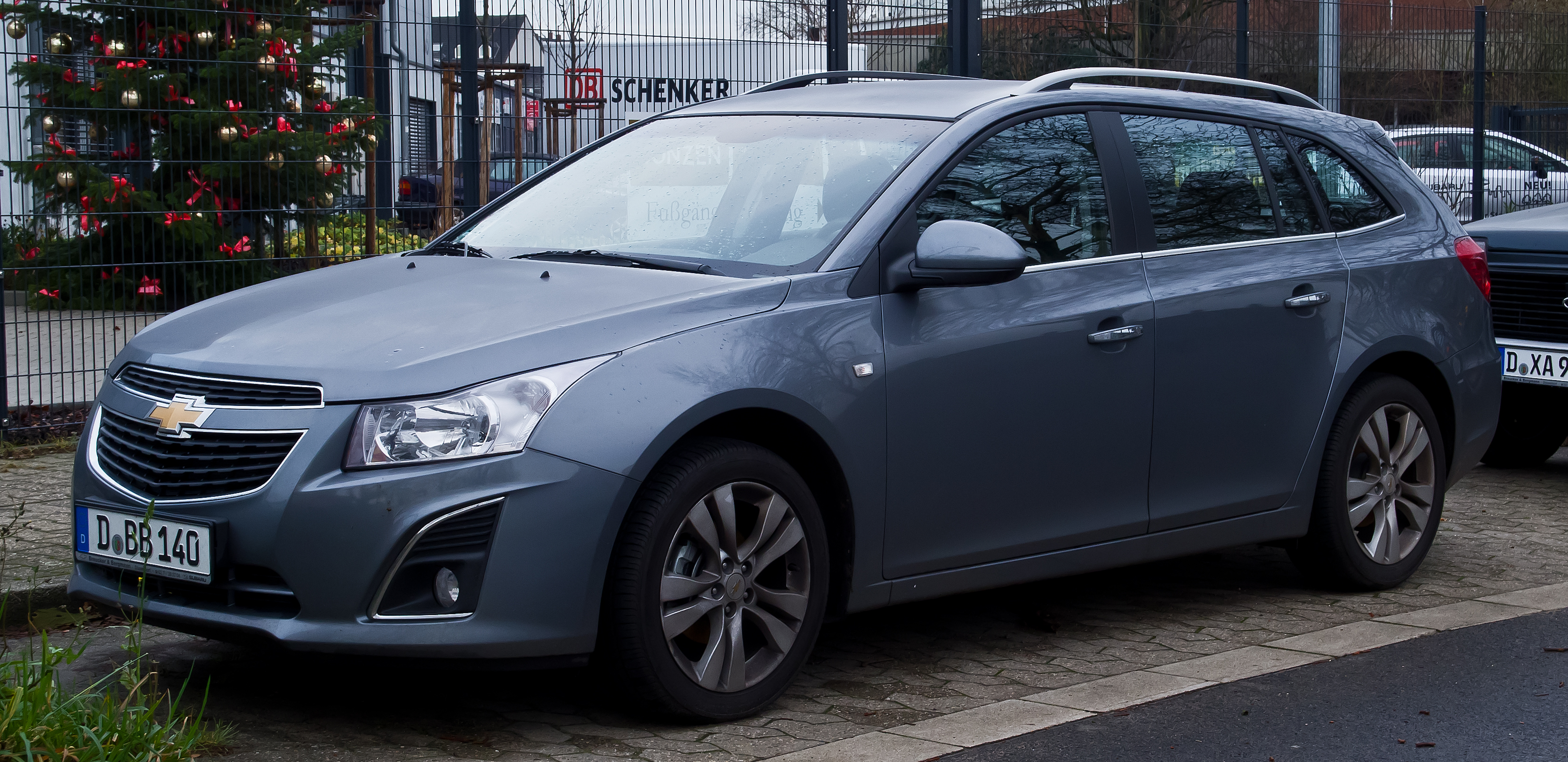
Vue avant modèle SW (Station Wagon)
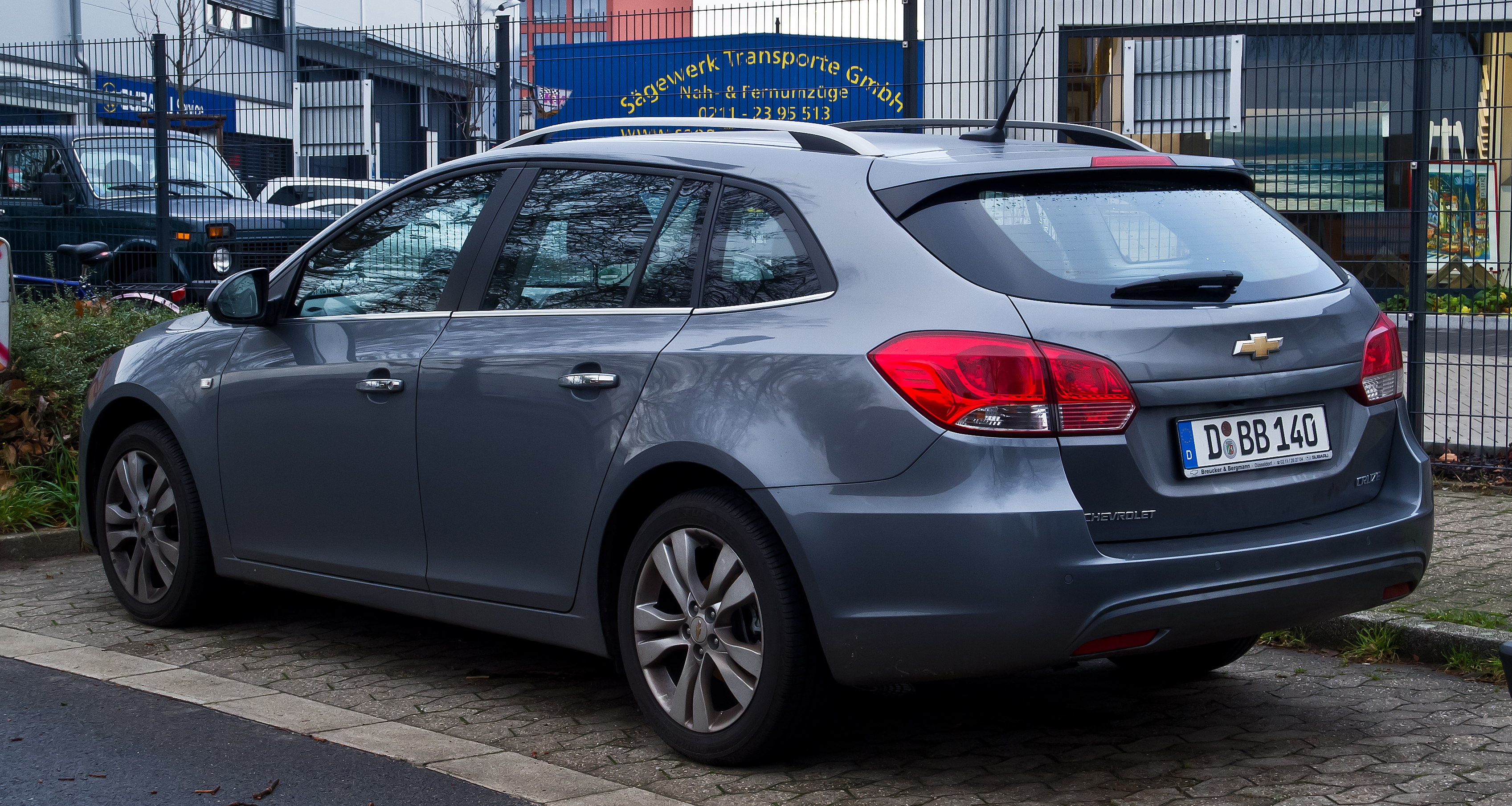
Vue arrière modèle SW (Station Wagon)
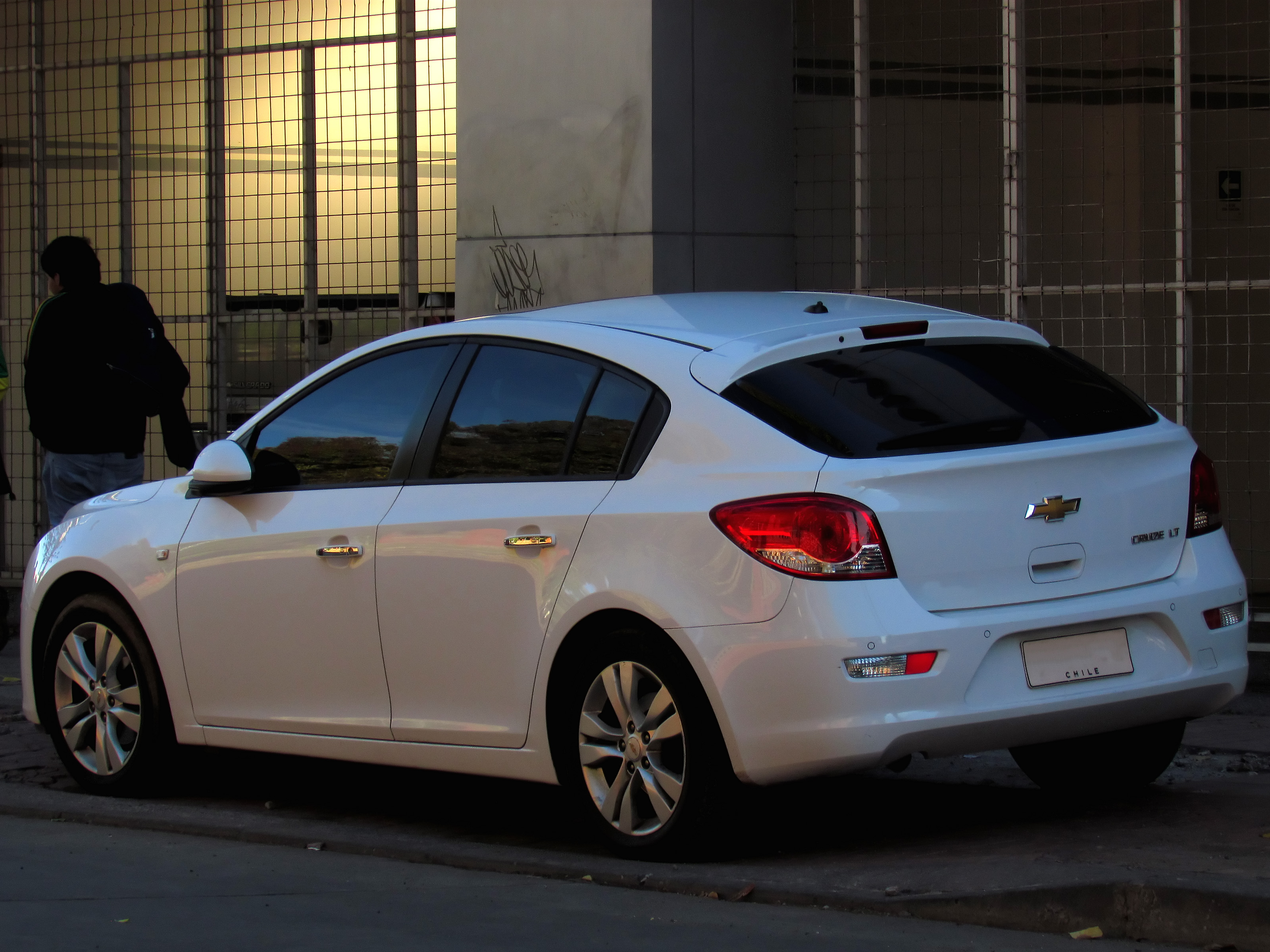
Vue arrière modèle 5 Portes
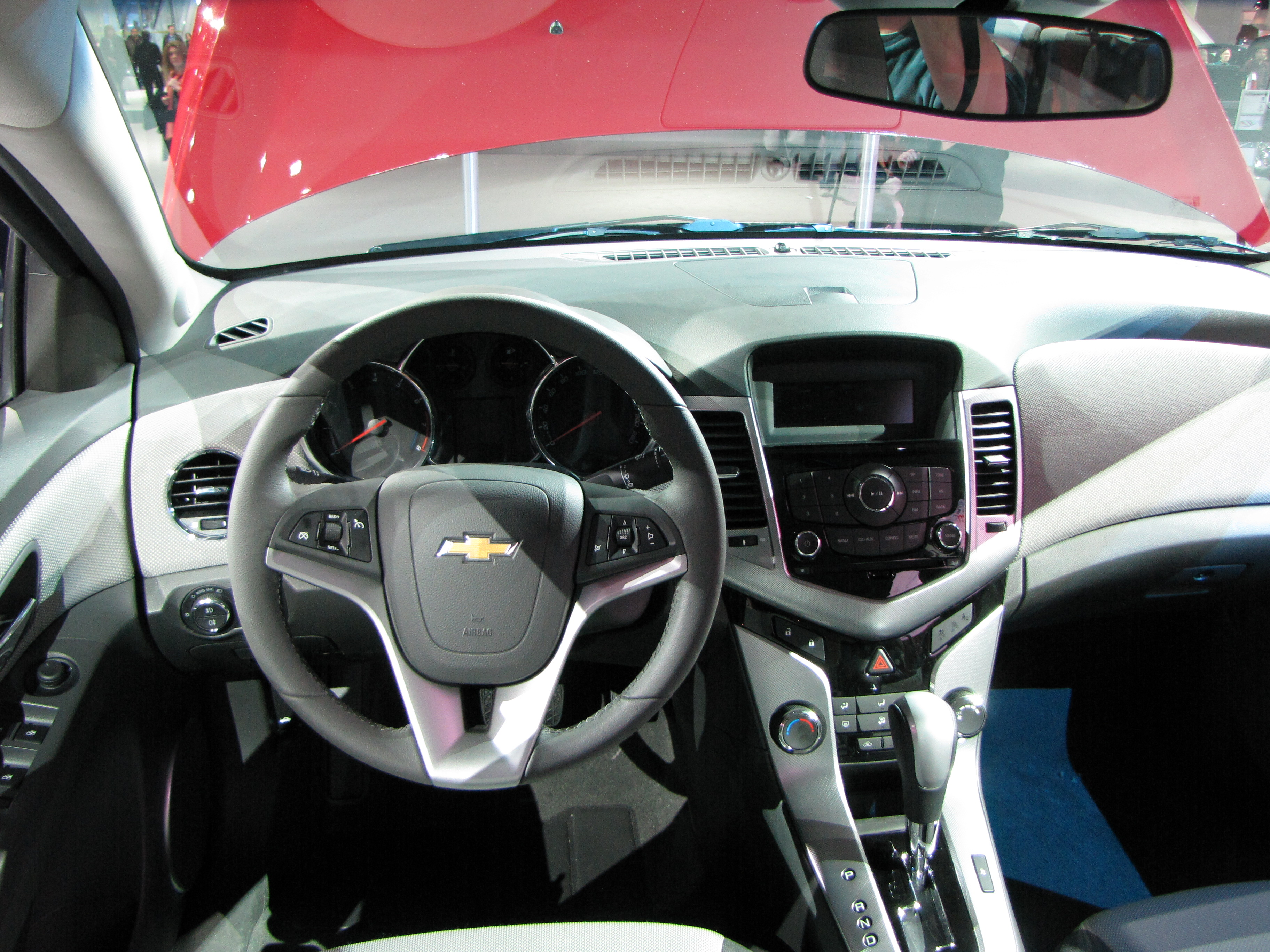
Vue intérieure
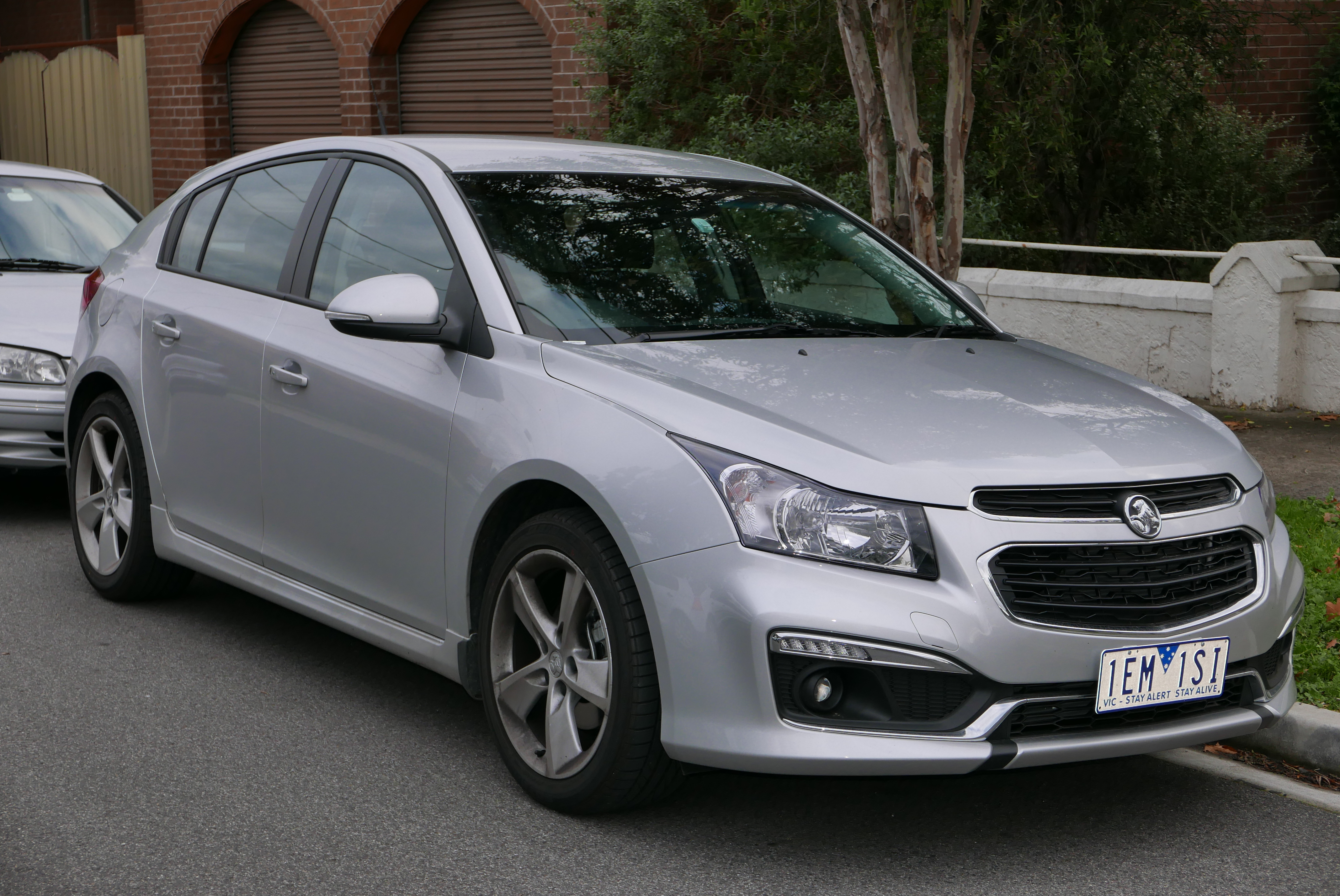
Holden Cruze en Australie
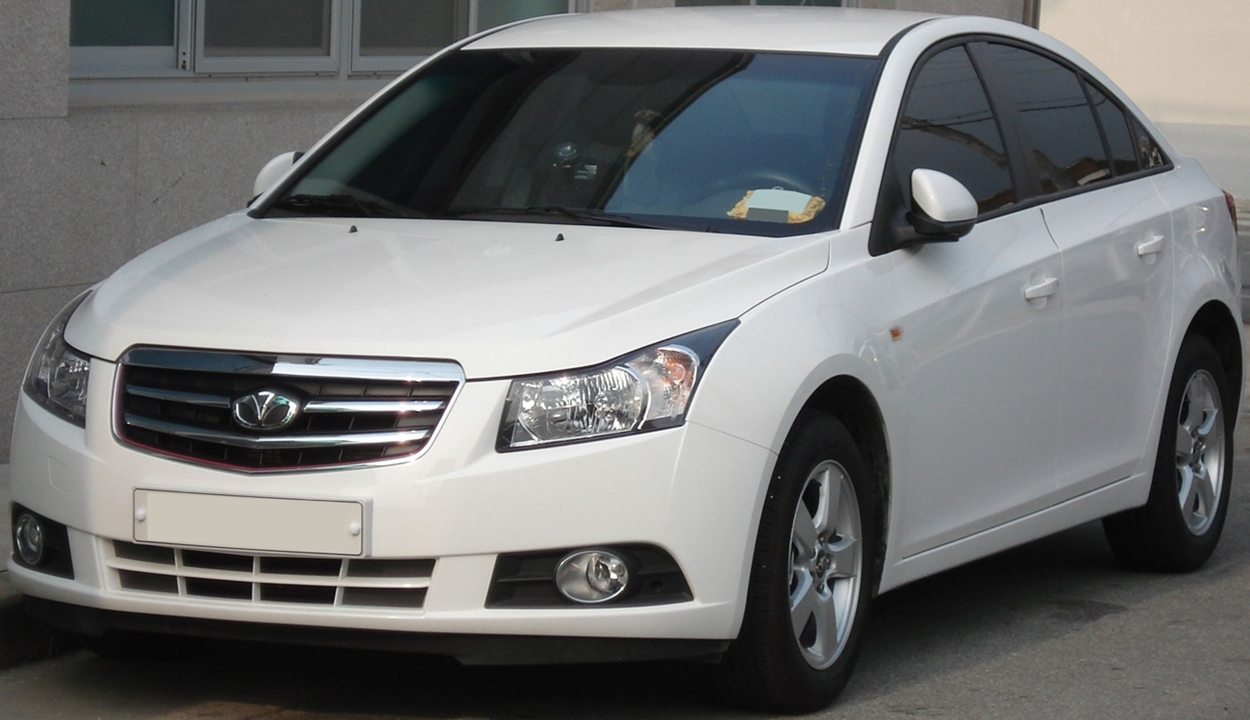
Daewoo Lacetti Premiere en Corée du sud avant 2011
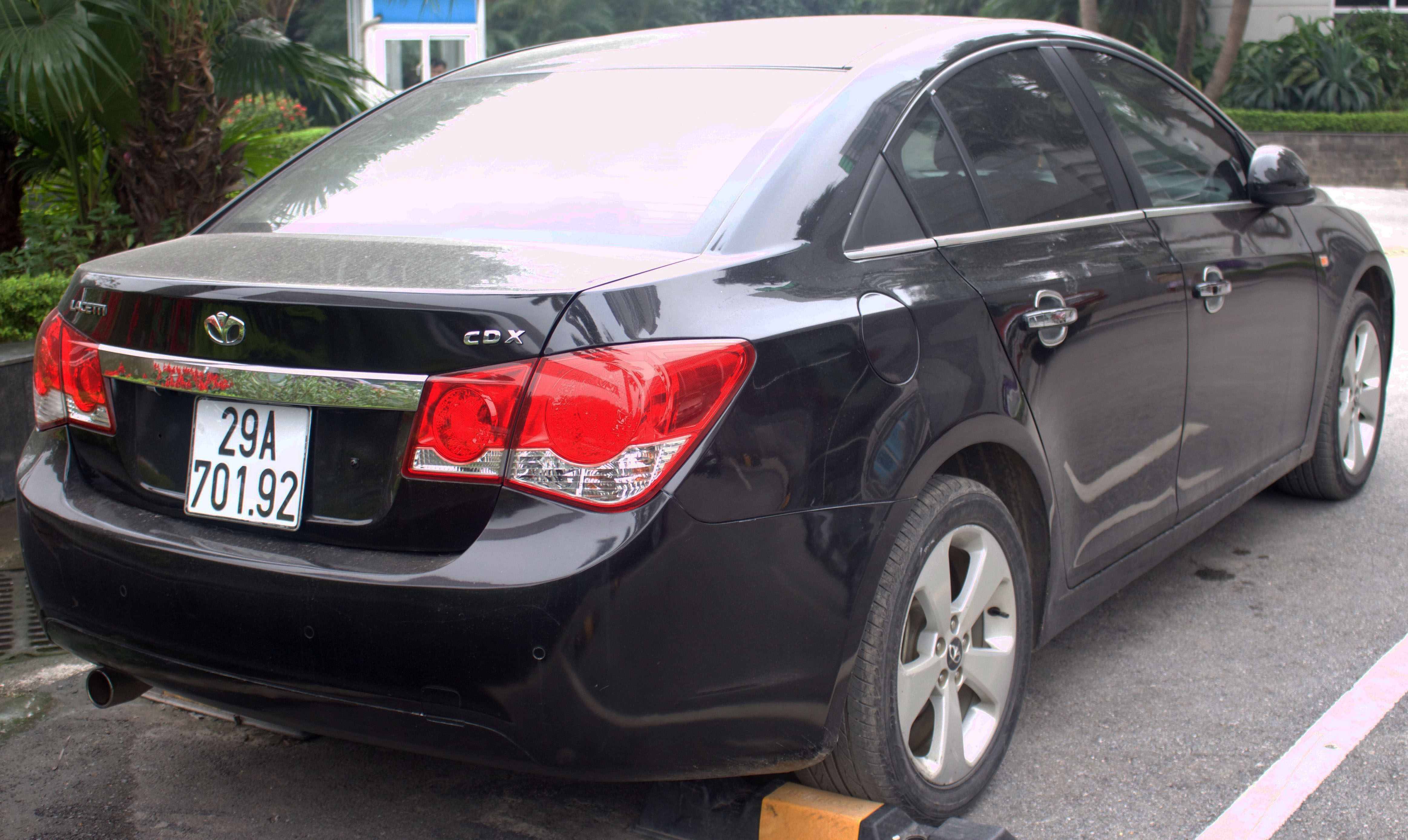
Vue arrière

## Deuxième génération (2014-aujourd'hui)

### Version chinoise (2014-2016)
Chevrolet a lancé en 2014 une Cruze spécifique pour le marché chinois, ce modèle a été dévoilé au salon automobile de Pékin et est vendu en parallèle de la précédente génération. Basé sur la même plate-forme que la Cruze J300, la Cruze J400 CN était essentiellement un ancien modèle recouvert d'une nouvelle tôle, et vendu uniquement pendant 2 ans avant la sortie de la Cruze J400 internationale. La berline à quatre portes a une ligne de toit en pente de type fastback et un faible coefficient de traînée de 0,28 et est livrée avec un choix d'un moteur de 1,4 L (1399 cm3) avec injection directe turbocompressé avec une puissance de 110 kW (150 ch) à 5 600 tr/min et un couple de 235 N m à 1 600–4 000 tr/min, qui peut être associé à une boîte de vitesses manuelle à six vitesses ou à une boîte de vitesses à double embrayage à sept vitesses avec Start & Stop, ou un moteur de 1,5 L (1 490 cm3) à injection directe d'une puissance de 84 kW (113 ch) à 5 600 tr/min et un couple de 146 N m à 6 000 tr/min couplé à une transmission automatique à six vitesses avec Start & Stop. Les deux moteurs proviennent de la nouvelle famille GM Small Gasoline Engine. Une réduction de poids de 10% est obtenue en utilisant des aciers à très haute résistance et des alliages d'aluminium. La suspension arrière à poutre de torsion à bras de Watt, utilisée pour la première fois sur l'Opel Astra (J), est de série. La voiture est équipée d'une radio à écran couleur de 4,2" ou d'un système d'infodivertissement MyLink 2.0 avec un écran de 8", et peut être configurée avec OnStar Gen10 offrant une connexion Internet 4G LTE avec un point d'accès Wi-Fi intégré. Sa commercialisation a cessé en 2016 lorsque la version internationale est entrée en production localement.

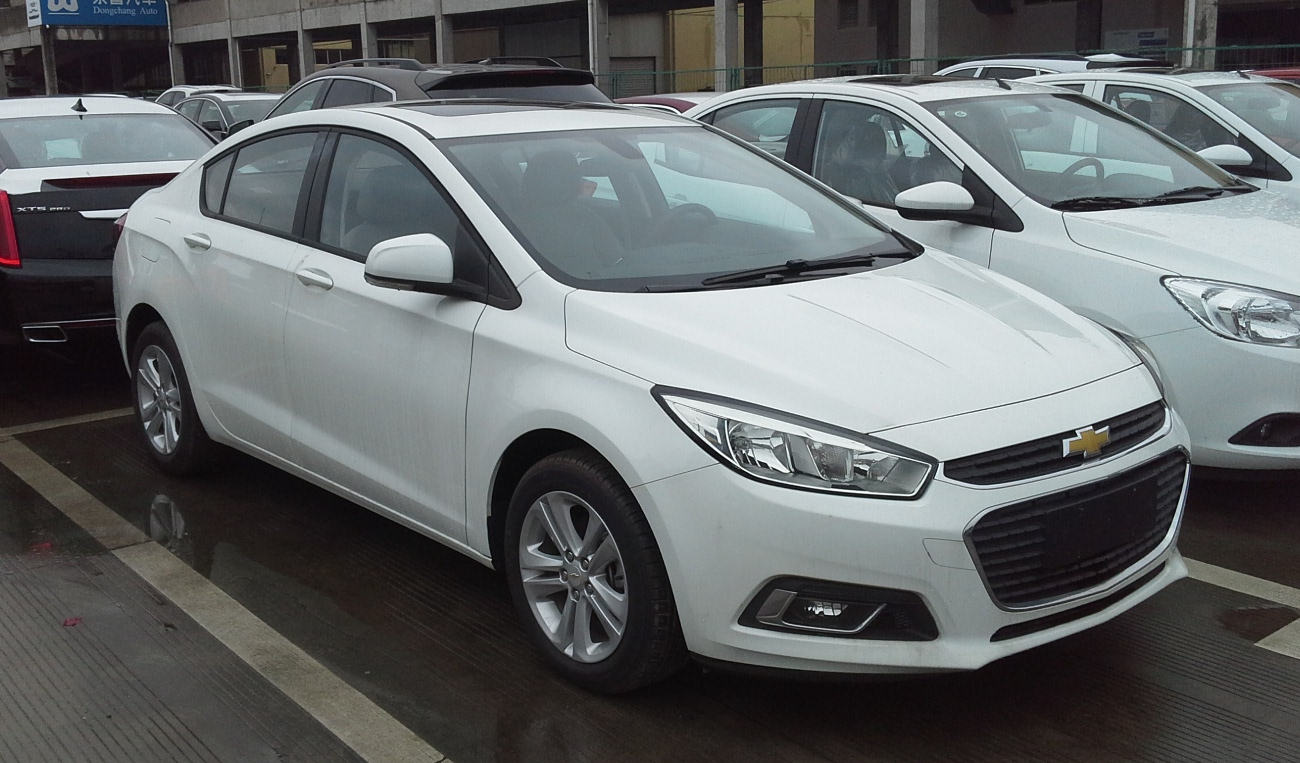
Cruze J400.

### Version internationale (2016-aujourd'hui)
Chevrolet présente le 24 juin 2015 la version américaine de la future Cruze prenant la base de la Malibu. Très proche de la version chinoise, la Cruze Spec US (le nom de la version américaine) s'en distingue essentiellement par des phares, une calandre, des boucliers différents, des roues spécifiques, des équipements adaptés au marché US et des motorisations spécialement développées pour l'Amérique du Nord.
La Cruze de deuxième génération a commencé ses ventes en Amérique du Nord au début de 2016, retardée d'un an pour des modifications techniques. La Cruze a un nouveau design extérieur avec une nouvelle façade à calandre fendue et une ligne de toit en pente de type fastback comme la version fastback chinoise. Cette Cruze de deuxième génération a une longueur et un empattement légèrement plus longs que ceux conçus pour le marché chinois, avec des styles différents. Elle est également propulsée par un moteur quatre cylindres de 1,4 litre turbocompressé produisant 153 ch (114 kW) et 240 N m.
La Cruze de 2016 est équipée des fonctionnalités Apple CarPlay et Android Auto Capability. Cependant, une seule de ces marques de téléphone peut être utilisée à la fois,.
En janvier 2016, Chevrolet a dévoilé la version cinq portes à hayon de la Cruze nord-américaine au North American International Auto Show. Elle a été mise en vente fin 2016 en tant que modèle de 2017,.
Les niveaux de finition continuent d'être L, LS, LT (désormais combinés en un seul niveau de finition, par opposition aux désignations 1LT et 2LT précédentes) et Premier (remplaçant le niveau de finition LTZ précédent en tant que niveau de finition haut de gamme de la Cruze). Les niveaux de finition Eco et Diesel sont abandonnés (du moins pour le moment).
Tous les niveaux de finition comprennent un système d'infodivertissement MyLink à écran tactile de sept pouces avec radio AM/FM, une intégration USB, une prise d'entrée audio auxiliaire de 3,5 millimètres, une radio satellite SiriusXM en option, la commande vocale, des capacités CarPlay et Android Auto, entrée sans clé, vitres électriques, serrures électriques, OnStar avec connectivité 4G / LTE / Wi-Fi Hotspot pour plusieurs appareils et RemoteLink via une application sur le smartphone du consommateur, la climatisation et un moteur quatre cylindres en ligne EcoTec de 1,4 litre.
Les niveaux de finition plus élevés (LT et Premier) offrent également des fonctionnalités telles que la "version RS Sport", des roues en alliage, un démarrage à distance, un accès sans clé avec bouton-poussoir, un système audio haut de gamme Bose avec amplificateur externe et caisson de basses, un système d'infodivertissement MyLink huit pouces avec navigation GPS, toit ouvrant électrique inclinable et coulissant et sièges électriques. Cependant, seul le niveau de finition haut de gamme, Premier, offre des surfaces de sièges chauffants et en cuir, des roues en alliage premium et d'autres caractéristiques de luxe.
La finition de base, L, n'offre qu'une transmission manuelle à six vitesses, tandis que la Premier, à l'autre extrémité de la gamme, ne propose qu'une transmission automatique à six vitesses.
Une nouvelle Cruze à moteur diesel sera disponible en 2017. Elle aura le 1,6 L turbodiesel également trouvé dans l'Equinox de 2018, couplé à une transmission automatique à neuf vitesses ou manuelle à six vitesses.

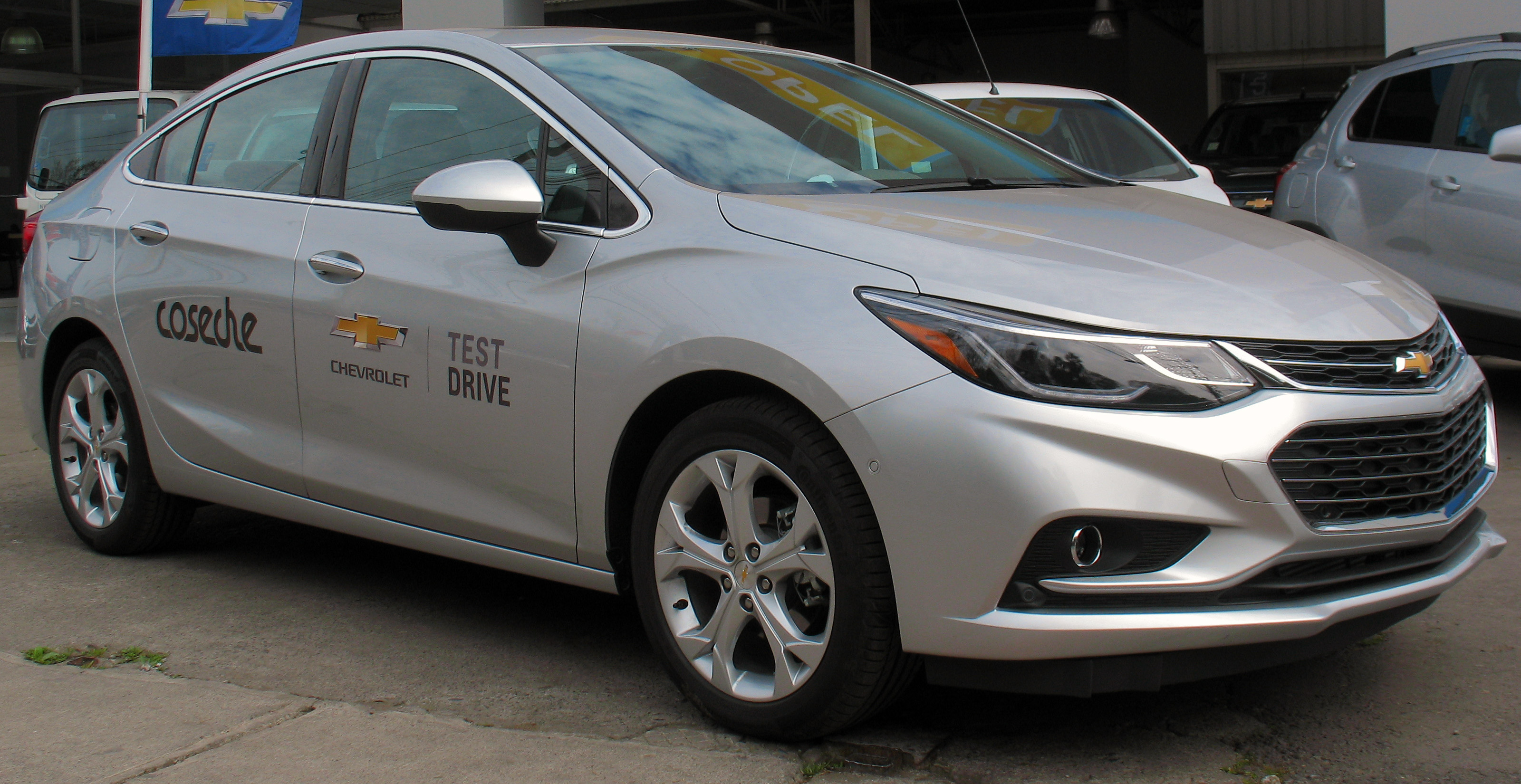
Cruze 1.4T LTZ
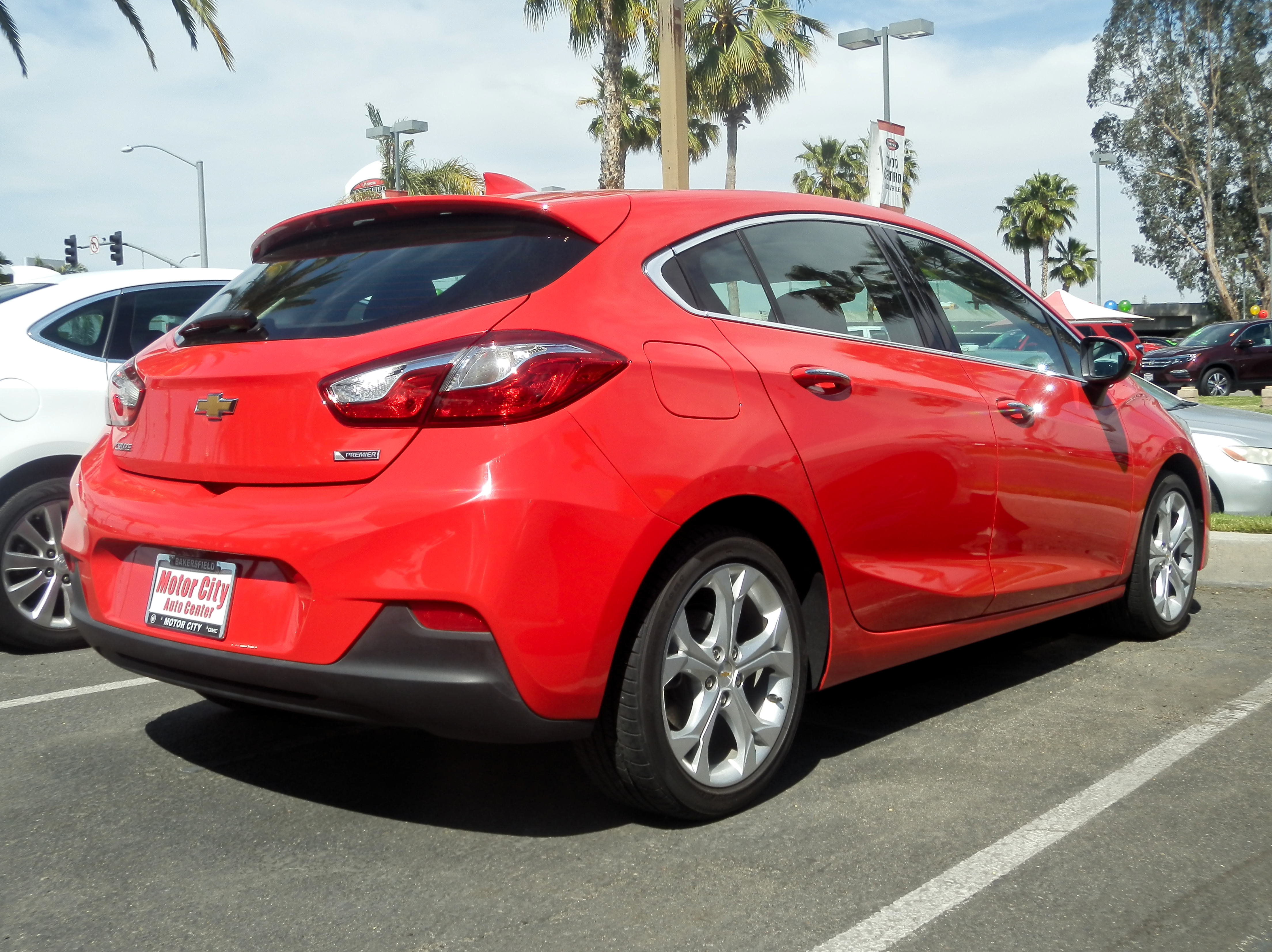
vue arrière

### Australie
Article principal: Holden Astra
Avant de lancer la Chevrolet Cruze sous le nom de Holden Astra en Australie, les ingénieurs d'Holden ont effectué 100 000 kilomètres d'essais de suspension et de direction au Lang Lang Proving Ground au sud-est de Melbourne, en Australie, en accord avec les routes australiennes. Il en résulte une conduite plus ferme et plus souple et un réglage de direction plus réactif. Parmi les autres changements majeurs par rapport au modèle international, citons les pare-chocs avant et arrière révisés, qui visent à lui donner un aspect similaire à l'Holden Astra à hayon.
Contrairement à l'Astra à hayon, la berline est offerte en versions LS, LS +, LT et LTZ. Tous les modèles sont propulsés par un moteur de 1,4 L (1 399 cm3) à injection directe turbocompressé avec une puissance de 110 kW (150 ch) à 5 600 tr/min et un couple de 235 N m à 1 600–4 000 tr/min accouplé à une transmission manuelle à 6 vitesses ou automatique à 6 vitesses.

### Version reliftée de 2019
Pour 2019, la Cruze a reçu un lifting en milieu de cycle, qui a fait ses débuts en avril 2018, avec les versions redessinées de la Camaro, Spark et Malibu de 2019. Les changements pour la Cruze de 2019 incluent l'ajout d'un modèle LS moins cher pour la Cruze à hayon, la suppression de l'option de transmission manuelle à six vitesses (tous les modèles de Cruze, y compris la précédente L uniquement manuelle, seront équipés d'une boîte automatique), le tout nouveau système MyLink de troisième génération et une version RS révisé pour les modèles LT et Premier. La Cruze de 2019 a été mise en vente en novembre 2018.

### Arrêt
La production de la Cruze s'est terminée en Corée du Sud en juillet 2018, et aux États-Unis et au Mexique en mars 2019,. L'usine d'assemblage de Lordstown a été fermée et vendue à Lordstown Motors, tandis que Ramos Arizpe Assembly construira le Chevrolet Blazer à la place. La production de la Cruze se poursuivra en Argentine et en Chine.
L'assemblage de la Chevrolet Cruze berline à Lordstown Asembly à Lordstown, Ohio s'est terminé le mercredi 6 mars 2019, lorsque la dernière voiture est sortie de la chaîne de montage. Les ouvriers de l'usine d'assemblage d'usine ont écrit des messages inspirants sur la carrosserie inachevé sous la peinture, ainsi que signé l'un des coussins de siège avant sur la mousse sous le rembourrage. GM a refusé une offre du propriétaire de la concession automobile de Cleveland, Bernie Moreno, de garder l'usine ouverte et de continuer à construire la Cruze dans le cadre d'un accord de cinq ans, qui, espérait-il, serait utilisé pour lancer un service de covoiturage comprenant une flotte de Cruze avec deux équipes sous la direction de Moreno.
La production en Chine a pris fin en février 2020, à la suite des ventes plus fortes de la Chevrolet Monza sur ce marché. L'Argentine est ainsi le seul producteur restant de la Cruze pour le marché latino-américain.
Contrairement à ses prédécesseures Chevrolet pour le marché américain - Cavalier, Prizm et Cobalt - ou à ses prédécesseures Daewoo pour le marché sud-coréen - Espero, Nexia, Nubira et Lacetti - la Cruze a été abandonnée sans aucune annonce ni aucun plan de remplacement.

## Sport automobile

### WTCC
La Cruze participe au championnat du monde des voitures de tourisme depuis la saison 2009, avec un moteur atmosphérique de 2,0 litres, remportant six victoires lors de sa première saison. L'équipe de Eric Nève, soutenu de façon officielle par Chevrolet, a comme pilotes le français Yvan Muller, le suisse Alain Menu et enfin l'anglais Robert Huff. La voiture a connu du succès depuis son entrée, avec Yvan Muller remportant le championnat en 2010 et à nouveau en 2011 en utilisant le nouveau moteur turbocompressé de 1,6 litre. Chevrolet s'est classée premier, deuxième et troisième en 2011, Muller terminant devant ses coéquipiers Rob Huff et Alain Menu. Chevrolet a de nouveau terminé 1–2–3 en 2012, cette fois, Huff devenant champion devant Menu et Muller.
La Cruze est également entrée dans le championnat britannique des voitures de tourisme pour 2010 et 2011. Jason Plato a remporté le championnat pour Chevrolet en 2010 et a terminé 3e en 2011. La Cruze BTCC utilise le moteur atmosphérique de 2,0 litres que l'on trouve dans la variante originale de la Cruze WTCC.
La Cruze a remporté le championnat scandinave des voitures de tourisme en 2011, sous la direction de NIKA Racing sous la bannière de «Chevrolet Motorsport Sweden» avec Rickard Rydell au volant. Rydell et son coéquipier Michel Nykjær ont terminé deuxième et troisième en 2012.
Chevrolet a retiré son parrainage du BTCC à la fin de 2011 pour soutenir l'équipe de Chevrolet dans le Championnat du monde des voitures de tourisme pour 2012[réf. nécessaire]. Chevrolet a alors annoncé qu'elle n'entrerait pas dans une équipe d'usine pour la saison 2013 de WTCC. Pour 2013, RML, les constructeurs d'origine des Cruze, ont continués de rivaliser sans le soutien de Chevrolet. Bamboo Engineering, NIKA Racing et Tuenti Racing Team ont également engagé des voitures. Malgré aucun financement du constructeur, la Cruze est restée la voiture à battre, même face aux équipes d'usine de Honda et Lada. Muller a remporté son quatrième titre de WTCC, son troisième dans une Cruze, et James Nash a remporté le Trophée des Pilotes de Yokohama pour les entrées indépendantes, devant les autres pilotes de Cruze, Alex MacDowall et Michel Nykjær.
RML a confirmé qu'il construirait des Cruze selon le nouvel ensemble de réglementations de la WTCC pour 2014, qui voit les voitures augmenter en puissance et présenter une meilleure aérodynamique. RML vise à construire jusqu'à six voitures. Les destinataires confirmés incluent Tom Chilton qui n'a pas encore annoncé d'équipe pour conduire sa voiture, Bamboo Engineering qui pilotera deux voitures et Campos Racing qui entrera une voiture pour Hugo Valente.
La Cruze est revenue au BTCC en 2013 entre les mains de Joe Girling et de la Tech-Speed Motorsport, qui ont prêté la voiture à Finesse Motorsport. L'augmentation des performances des voitures de tourisme de prochaine génération signifiait que les anciennes voitures de spécification Super 2000 comme la Cruze étaient désormais trop peu compétitives pour concourir pour des victoires, mais étaient dotées de leur propre catégorie. Courant maintenant avec un moteur turbocompressé de 2,0 litres conforme aux spécifications de la NGTC, Girling a remporté une classe à Donington Park, mais a raté la deuxième moitié de la saison. La voiture est revenue à Finesse Motorsport qui est entrée dans la manche du championnat de Knockhill avec Aiden Moffat au volant. À seize ans, Moffat est devenu le plus jeune conducteur de la BTCC à 16 ans, 10 mois et 28 jours. Ce devait être la dernière apparition de la Cruze S2000 dans le BTCC, car les voitures S2000 seront supprimées à partir de 2014. Andy Neate est entré dans la saison 2013 avec une nouvelle Cruze aux spécifications NGTC, construite par sa propre équipe, IP Tech Race Engineering, et utilisé un moteur construit par RML. La voiture a fait ses débuts à Snetterton et a participé à plusieurs manches vers la fin de la saison. La voiture a depuis été vendue à Aiden Moffat, qui pilotera la voiture avec sa propre équipe pour 2014. BTC Racing entrera avec une version à hayon de la Cruze pour 2014, conduite par Chris Stockton. La voiture était initialement destinée à être utilisée par Jason Plato en 2012, mais RML et Chevrolet se sont retirés du BTCC et ont mis la coque en veilleuse. BTC Racing l'a acquise et figurait initialement sur la liste des engagés pour 2013 mais la voiture n'a pas été terminée à temps et n'est jamais apparue de toute la saison.
La première génération de Chevrolet Cruze a fait ses débuts en Argentine TC 2000 en 2011, et la deuxième génération en 2016. Agustín Canapino a remporté le championnat 2016.

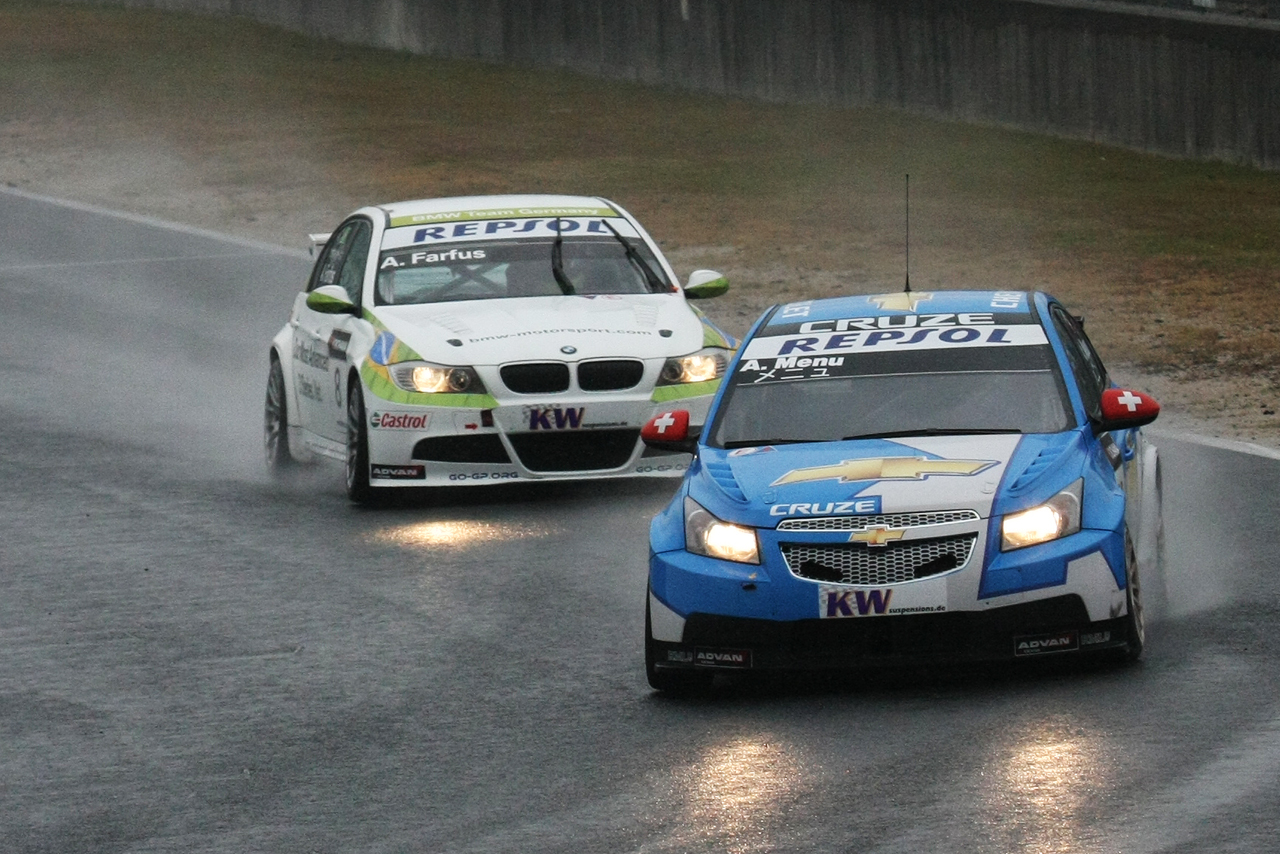
Alain Menu devant Augusto Farfus au Japon en 2009
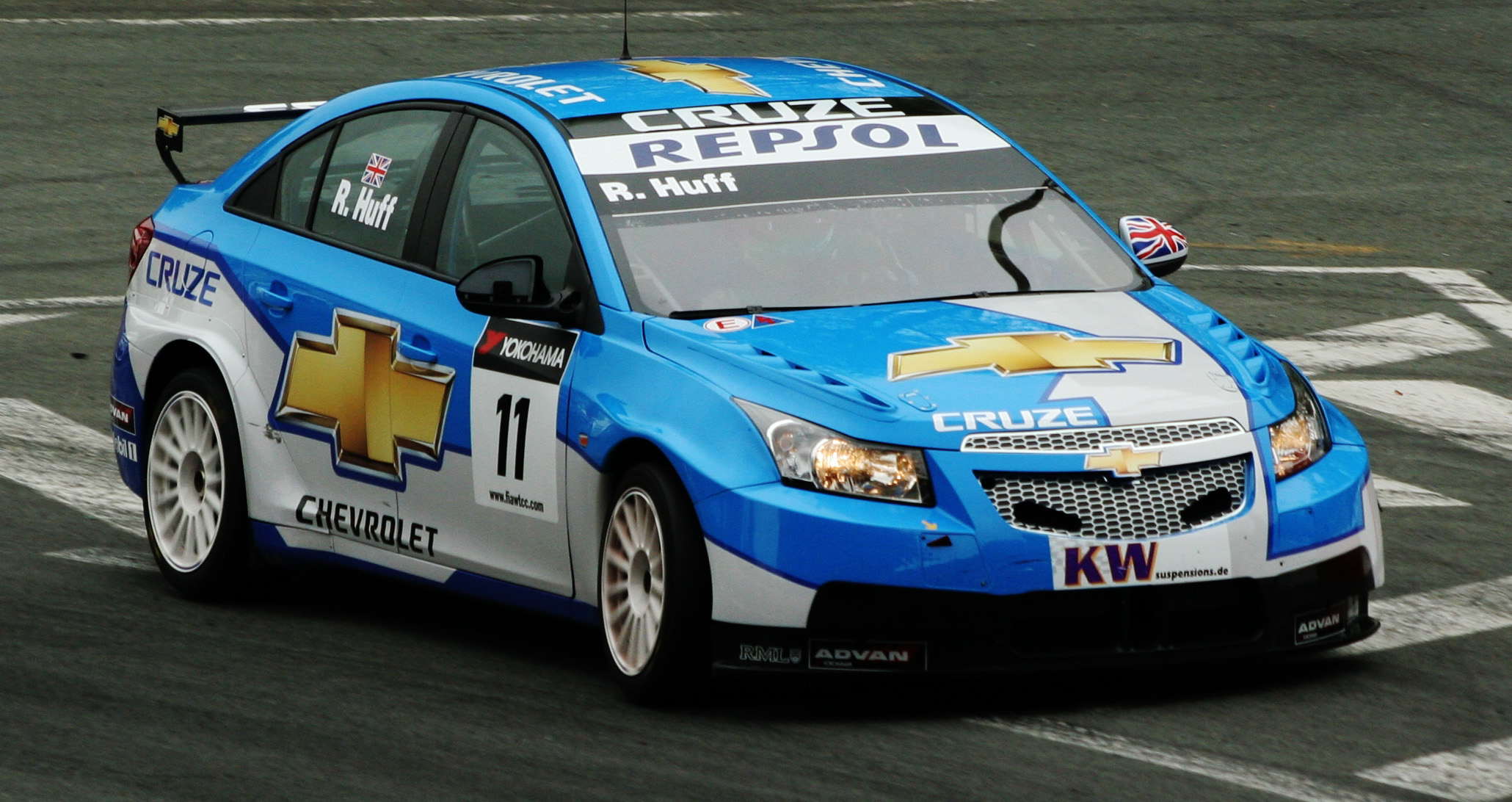
Robert Huff à Pau en 2009
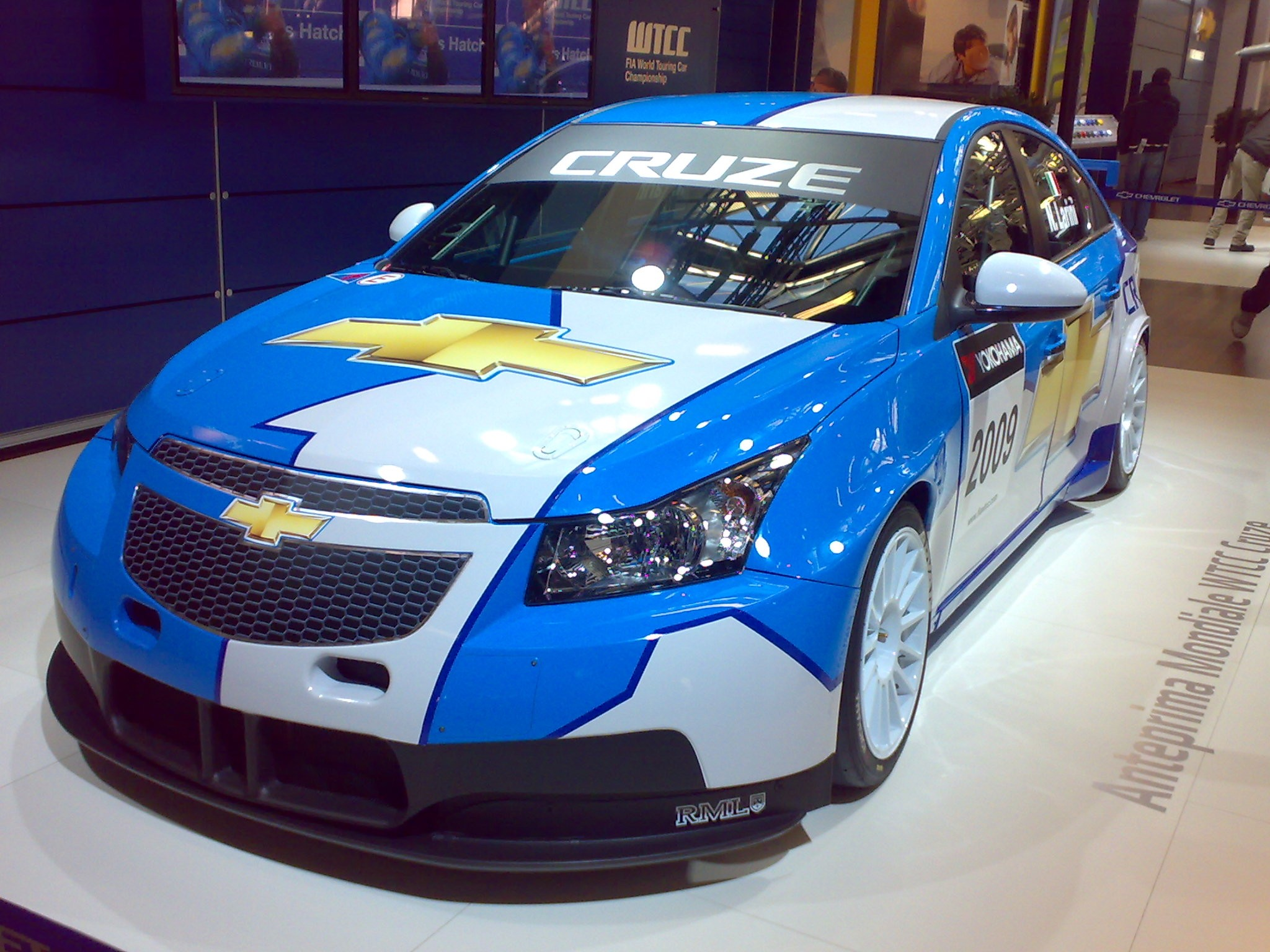
La Chevrolet Cruze WTCC
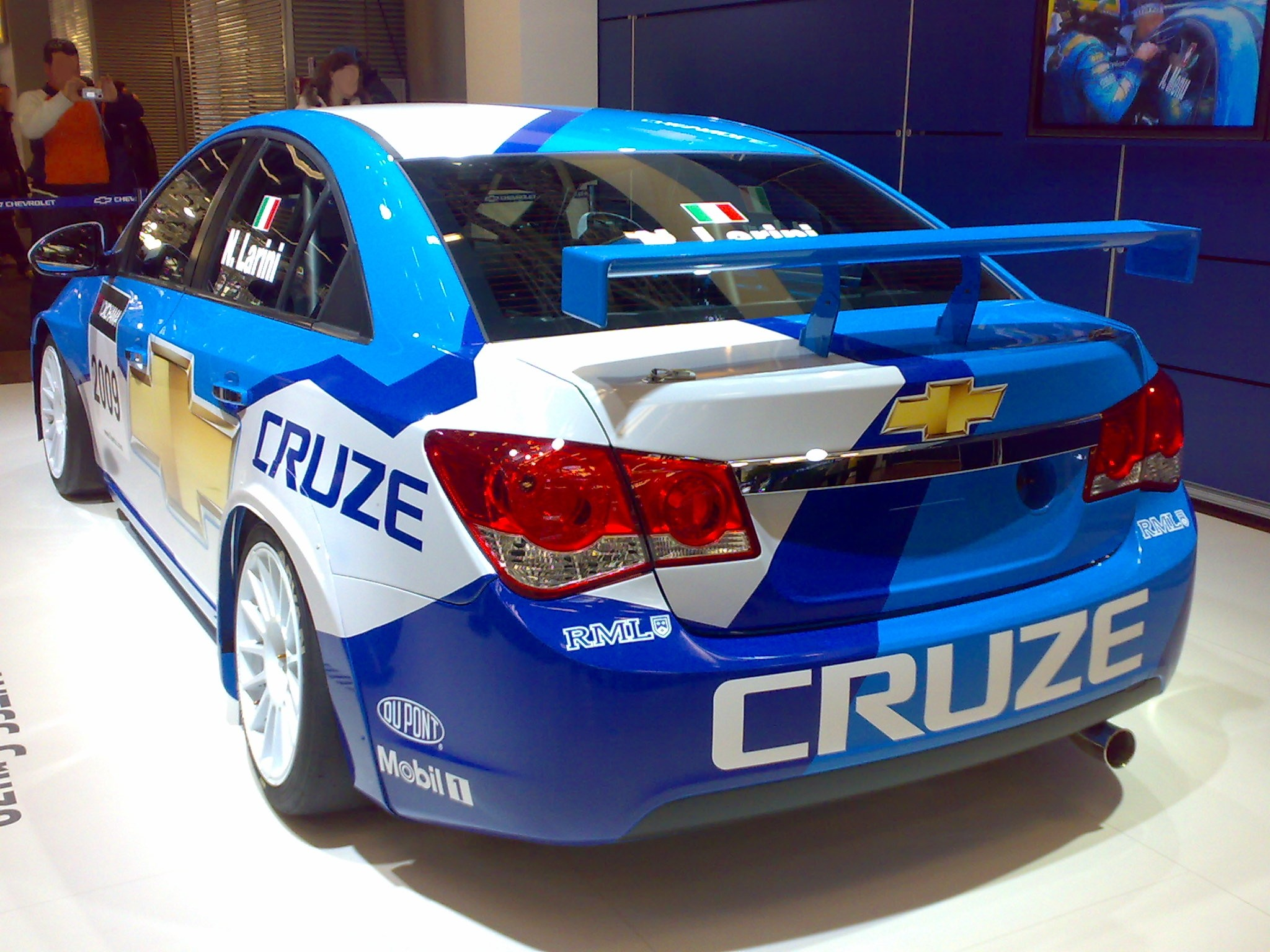
La Chevrolet Cruze WTCC
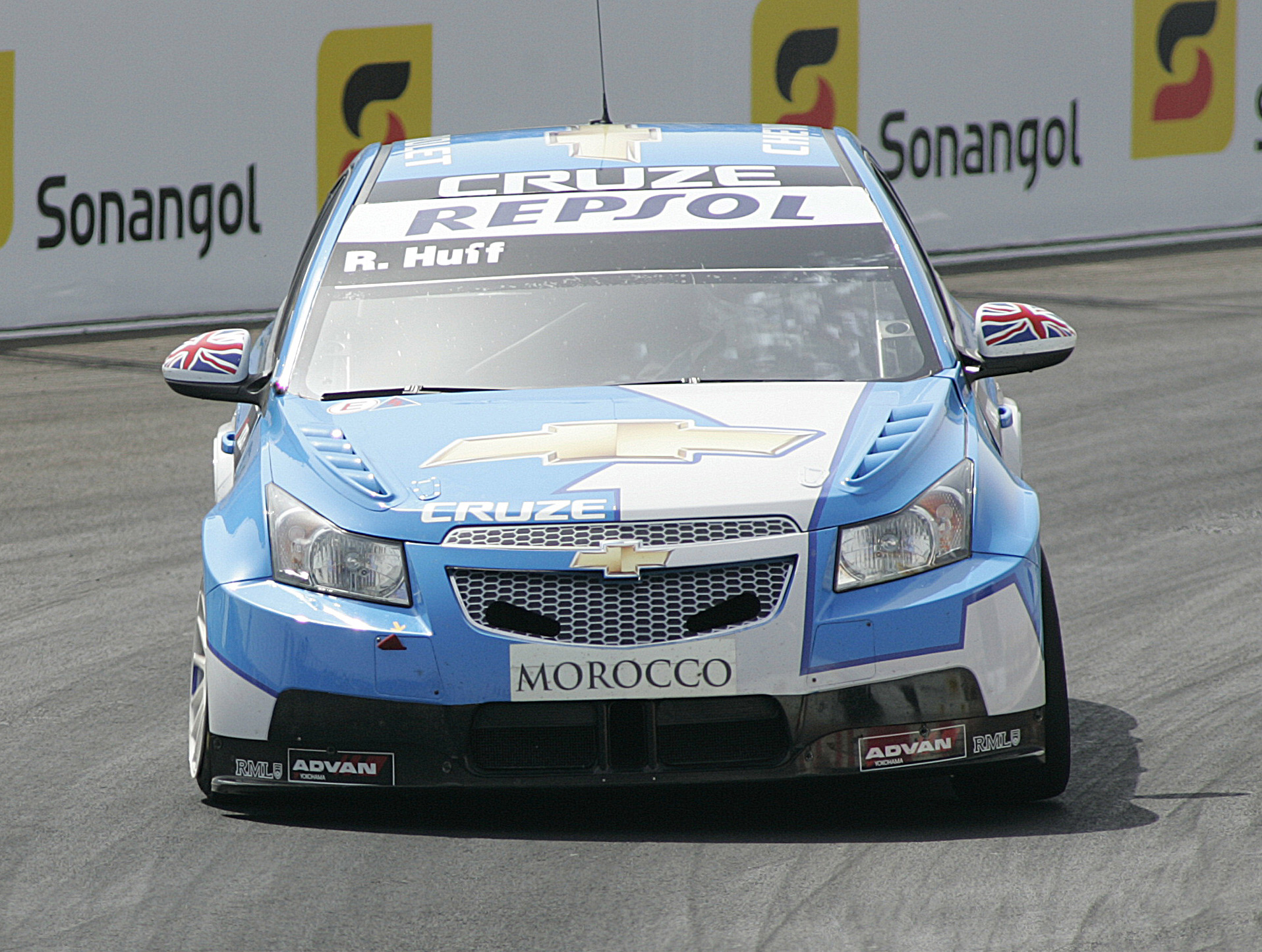
Robert Huff à Marrakech en 2009

## Ventes
Par pays
| Année | Australie | Chine   | États-Unis | Brésil | Thaïlande |
| ----- | --------- | ------- | ---------- | ------ | --------- |
| 2009  | 12 590    | 92 190  |            |        |           |
| 2010  | 28 334    | 187 737 | 24 495     |        |           |
| 2011  | 33 784    | 221 196 | 231 732    | 9 402  |           |
| 2012  | 29 161    | 232 592 | 237 758    | 52 696 |           |
| 2013  | 24 421    | 246 890 | 248 224    | 48 995 |           |
| 2014  |           | 265 993 | 273 060    | 41 557 | 1 725     |
| 2015  |           | 246 088 | 226 602    | 20 601 | 595       |
| 2016  |           | 189 106 | 188 876    | 15 651 | 271       |
| 2017  |           | 82 836  | 184 751    |        | 187       |
| 2018  |           | 46 531  | 142 617    |        |           |
| 2019  |           |         | 47 975     |        |           |

La Cruze diesel a été la première voiture de tourisme GM équipée d'un moteur diesel sur le marché américain en 28 ans; cependant, les ventes ont été plus faibles que prévu, 2% des modèles Cruze vendus de juillet à juin 2014.
Principaux marchés
En août 2014, les ventes de Cruze ont atteint le cap des 3 millions d'unités vendues dans le monde, 16 mois après avoir franchi la barre des 2 millions. Le tableau suivant présente les principaux marchés en août 2014.
| Top 10 des marchés de la Cruze en août 2014 | Top 10 des marchés de la Cruze en août 2014 | Top 10 des marchés de la Cruze en août 2014 | Top 10 des marchés de la Cruze en août 2014 | Top 10 des marchés de la Cruze en août 2014 | Top 10 des marchés de la Cruze en août 2014 | Top 10 des marchés de la Cruze en août 2014 | Top 10 des marchés de la Cruze en août 2014 |
| ------------------------------------------- | ------------------------------------------- | ------------------------------------------- | ------------------------------------------- | ------------------------------------------- | ------------------------------------------- | ------------------------------------------- | ------------------------------------------- |
| Classement                                  | Pays                                        | Cumulatif des ventes                        | % Des ventes global                         | Classements                                 | Pays                                        | Cumulatif des ventes                        | % Des ventes global                         |
| 1                                           | Chine                                       | 1 130 000                                   | 37.7                                        | 6                                           | Corée du Sud                                | 73 000                                      | 2.4                                         |
| 2                                           | États-Unis                                  | 900 000                                     | 30.0                                        | 7                                           | Mexique                                     | 50 000                                      | 1.7                                         |
| 3                                           | Russie                                      | 195 000                                     | 6.5                                         | 8                                           | Turquie                                     | 30 000                                      | 1.0                                         |
| 4                                           | Brésil                                      | 134 000                                     | 4.5                                         | 9                                           | Inde                                        | 28 000                                      | 0.9                                         |
| 5                                           | Canada                                      | 123 000                                     | 4.1                                         | 10                                          | Afrique du Sud                              | 27 000                                      | 0.9                                         |

En avril 2016, les ventes cumulées de voitures du nom de Cruze dépassaient les 4 millions dans le monde.